# Revolución de Octubre
La Revolución de Octubre, también conocida como Revolución bolchevique, Octubre Rojo y como Gran Revolución Socialista de Octubre según tanto la historiografía oficial de la antigua Unión Soviética como de acuerdo a algunos grupos comunistas (particularmente los antirrevisionistas), fue la segunda fase de la Revolución rusa de 1917, tras la Revolución de Febrero. La fecha 25 de octubre de 1917 corresponde al calendario juliano vigente en la Rusia zarista de esa época, después abolido por el nuevo Gobierno bolchevique. En el resto del mundo occidental, bajo el calendario gregoriano, los sucesos se iniciaron el día 7 de noviembre de 1917.
La insistencia del Gobierno provisional (formado en la revolución de febrero) en continuar la guerra —muy impopular— impedía la aplicación de las profundas reformas que exigía la población. La ausencia de estas hizo que el programa bolchevique, reflejado en sus consignas de «Paz, pan y tierra» y «Todo el poder para los sóviets» (consejos), ganase partidarios rápidamente en el otoño de 1917 (tener en cuenta que el otoño en Europa, va del 23 de septiembre al 23 de diciembre de cada año). La crisis económica, que se había agravado desde el verano, la amenaza del frente para los soldados de la capital, la desilusión con la falta de reformas gubernamentales y el respaldo al Gobierno provisional de la mayoría de los partidos favoreció a los bolcheviques, que desencadenaron una intensa campaña de propaganda en la capital, por entonces Petrogrado. Entre las clases más desfavorecidas de la urbe, el rechazo a los sacrificios para continuar la guerra y a seguir en Gobiernos de coalición con los kadetes después del golpe de Kornílov era general.
A pesar de la aparente debilidad del Gobierno provisional, pocos días antes de la revolución quedó claro que una insurrección armada contra el Gobierno provisional por parte exclusivamente de los bolcheviques —como defendía Vladímir Lenin— sería rechazada por las masas. Se aprobó entonces la toma del poder, pero siguiendo una estrategia defensiva, dirigida principalmente por León Trotski, que consistía en asegurarse el traspaso del poder durante el II Congreso de los Sóviets a punto de celebrarse. Sería el Sóviet de Petrogrado y no el partido el que tomase el poder y cualquier intento de resistencia del Gobierno se presentaría como un ataque contrarrevolucionario. La orden gubernamental de enviar parte de la guarnición al cercano frente desató la revolución.
Defendiendo sus acciones como defensa ante la contrarrevolución, el nuevo Comité Militar Revolucionario de Petrogrado (CMR) —controlado en la práctica por los bolcheviques— fue tomando rápidamente el control de las unidades de la guarnición. Se sucedió una serie de choques incruentos entre el Gobierno y el CMR por el control de los puntos estratégicos de la capital que terminaron con la victoria del segundo y el aislamiento del primero, que apenas logró recabar ayuda militar. Se produjo entonces finalmente el asalto contra el Gobierno que Vladímir Lenin había estado exigiendo desde hacía semanas, que terminó con la captura de casi todo el Gobierno provisional la noche del 25 de octubrejul./ 7 de noviembre de 1917greg., con el II Congreso de los Sóviets ya en sesión.
El abandono de dicho congreso por los socialistas moderados en protesta por las acciones bolcheviques facilitó la formación de un Gobierno (el Sovnarkom) exclusivamente de este partido. Las posteriores negociaciones para formar un Gobierno de coalición entre los distintos partidos socialistas se malograron por la intransigencia de las partes. Los intentos de la oposición de efectuar un contragolpe mediante una insurrección en la capital y la marcha de tropas del frente sobre la ciudad fracasaron igualmente.
El poder del nuevo Gobierno se extendió por el país en diversas fases, con graves enfrentamientos en algunas zonas, como Moscú. La debilidad militar de la oposición y la popularidad de las primeras medidas, sin embargo, favorecieron a Vladímir Lenin y sus seguidores. El rechazo de la oposición más radical a la toma del poder llevada a cabo por los bolcheviques y la incapacidad de la moderada de arrebatárselo a través de las instituciones —debido a la disolución de la Asamblea Constituyente por los bolcheviques en enero de 1918 y a la expulsión de los partidos socialistas de los sóviets en la primavera siguiente— condujeron a la guerra civil.

## Antecedentes
A comienzos del otoño de 1917, tras el fracaso del golpe de Kornílov, la crisis económica rusa se agravó. En la capital, el desempleo, el desabastecimiento de combustible y alimentos, y la inflación empeoraron. Para la mayoría de la población, las condiciones de vida se deterioraron, mientras el Gobierno provisional parecía limitarse a medidas de mera administración. En medio de esta crisis, la reputación del presidente del Gobierno provisional, Aleksandr Kérenski, se hundió: la derecha sostenía que había traicionado a Kornílov, y la izquierda y las masas de la capital lo consideraban cómplice de la intentona contrarrevolucionaria. La derrota de Kornílov benefició principalmente a los bolcheviques, pero el ánimo de las masas era en realidad favorable a la implantación de un nuevo Gobierno soviético que reuniese a las diversas corrientes socialistas, no uno exclusivamente bolchevique, inclinación que se reflejó en innumerables resoluciones aprobadas tras la derrota de Kornílov.
La radicalización de las masas se reflejó en la pérdida de control de los principales sóviets del país por los moderados: el Sóviet de Moscú pasó a control bolchevique el 5 de septiembrejul./ 18 de septiembregreg., mientras que el de Petrogrado lo hizo finalmente el 25 de septiembrejul./ 8 de octubregreg., tras sucesivas derrotas de los moderados en diversas votaciones. Trotski, recientemente liberado de prisión, fue elegido presidente del Sóviet de la capital. Más de cien sóviets de todo el país exigieron al Comité Ejecutivo Central Panruso (VTsIK) —todavía bajo control de los socialistas moderados— que tomase el poder, mientras en otras importantes localidades los bolcheviques obtenían también la mayoría en sus sóviets locales. La flota del Báltico, muy cercana a la capital, mostró su rechazo a Kérenski. Los campesinos de la región de Petrogrado eligieron a un bolchevique como representante para la inminente Conferencia Democrática. En las grandes ciudades, el apoyo a los bolcheviques creció de manera notable.
En la Conferencia Democrática que se reunió poco después para tratar la cuestión de qué Gobierno debía sustituir al directorio de emergencia creado por Kérenski durante el golpe de Estado, los bolcheviques seguían defendiendo el fin de las coaliciones con los elementos burgueses y la formación de un nuevo gabinete completamente socialista, posición que propugnaban Kámenev y Trotski. A pesar de las diferencias entre ellos —Trotski veía al nuevo Gobierno como el primer paso hacia un traspaso del poder a los sóviets, mientras que Kámenev como una forma de asegurar la reunión de la Asamblea Constituyente—, ambos confiaban aún en la posibilidad de ahondar la revolución por métodos pacíficos. Esta actitud, respaldada hasta entonces por Lenin, se vio gravemente amenazada con el repentino cambio de actitud de este en dos cartas dirigidas al Comité Central del Partido bolchevique el 15 de septiembrejul./ 28 de septiembregreg., en las que rechazaba la actitud moderada y exigía un alzamiento inmediato. El Comité Central, asombrado por la nueva postura, decidió desoír las exigencias de Vladímir Lenin y evitar que se conociesen para no minar la actitud conciliadora surgida de la cooperación entre socialistas durante el enfrentamiento con Kornílov.
Ante la oposición de la mayoría del Comité Central bolchevique de aceptar sus exigencias de llevar a cabo una insurrección militar y tomar el poder, Lenin presentó su dimisión del Comité, que no tuvo efecto alguno. A mediados de octubre, intensificó su campaña a favor de la toma inmediata del poder, tanto dentro del partido como entre las masas, a través de diversos escritos en los que justificaba su actitud por la situación nacional e internacional (aumento del respaldo a los bolcheviques, ebullición revolucionaria en el campo, motines en el Ejército alemán, etc.).
La decisión final de la Conferencia de permitir a Kérenski formar un nuevo Gobierno con ministros kadetes y de otras formaciones liberales no hizo que el Comité central atendiese los llamamientos de Lenin a alzarse de inmediato contra aquel, pero sí lo obligó a meditar nuevamente su posición. Fracasado el intento de formar un Gobierno socialista en la Conferencia, la mayoría del Comité comenzó a basar sus esperanzas de lograrlo en el próximo Congreso de los Sóviets. Para los más radicales, el congreso podría transferir el poder a un Gobierno de extrema izquierda que aplicase rápidamente medidas radicales. Para los bolcheviques más moderados, este nuevo Gobierno provisional garantizaría la elección y reunión de la Asamblea Constituyente. El Sóviet de Petrogrado tachó al nuevo Consejo de Ministros de «Gobierno para una guerra civil», se negó a otorgarle apoyo alguno y anunció que el próximo Congreso de los Sóviets formaría un nuevo gabinete «verdaderamente revolucionario». La delegación bolchevique abandonó el Preparlamento, dando comienzo la agitación a favor de la formación de un nuevo Gobierno y la denuncia de Kérenski y de sus partidarios.

## Preparativos

### Decisión del Comité central y falta de organización

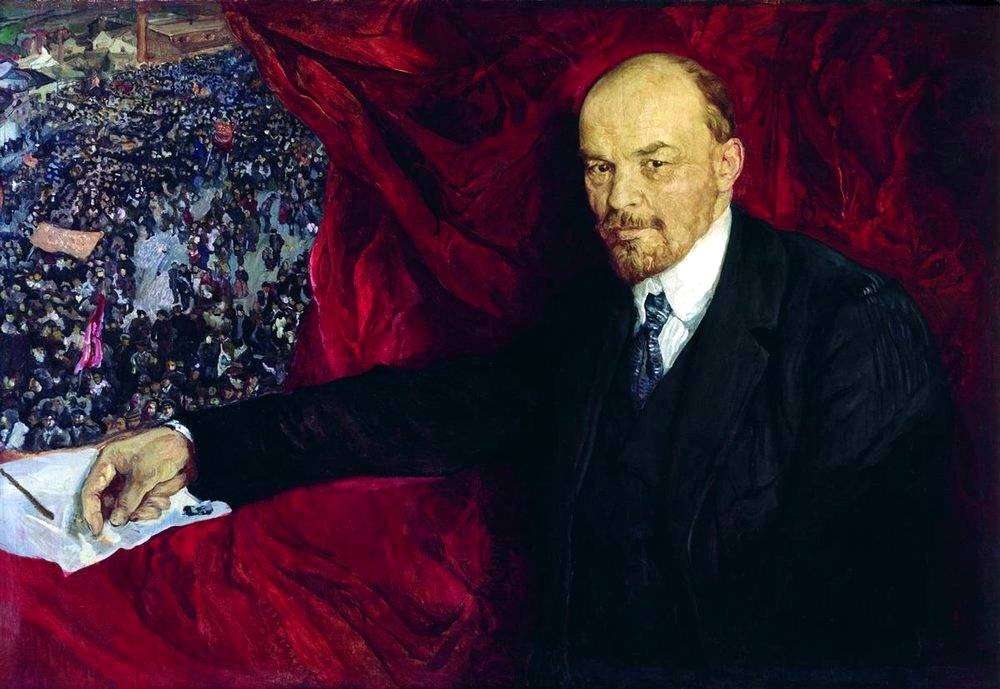
Lenin, principal dirigente bolchevique, presionó con firmeza al Comité central del partido bolchevique para que derrocase al debilitado Gobierno provisional antes de la celebración del II Congreso de los Sóviets.

A pesar de los deseos de Vladímir Lenin a favor de una inmediata toma del poder por el partido bolchevique, los informes sobre la actitud de obreros y soldados —dispuestos a respaldar una transferencia de poder a los sóviets, pero no a alzarse únicamente por el partido—, hicieron que la dirección bolchevique centrase sus esfuerzos en lograr que el Segundo Congreso de los Sóviets llevase a cabo la entrega del poder gubernamental a estos. La mayoría de la dirección prefería realizar un traspaso del poder durante el Congreso de los Sóviets (el representante principal de esta opinión era León Trotski) e incluso en el Comité central una parte notable, encabezada por Kámenev y Zinóviev, veía con aprensión los llamamientos de Vladímir Lenin a la insurrección. Esta corriente consideraba que la situación no era propicia para un levantamiento armado y prefería apoyarse en los sóviets y en la futura Asamblea constituyente para hacer avanzar la revolución. Sostenía además que un golpe de mano uniría en contra del nuevo Gobierno a toda la burguesía, sería incapaz de enfrentarse militarmente a Alemania y no podría contar con un apoyo decidido del proletariado mundial. Aunque acabó por imponer su opinión sobre la necesidad de un alzamiento, no se fijó fecha y el Comité central se mostró muy dividido.
Vladímir Lenin estaba convencido de la necesidad de no aguardar y de tomar el poder inmediatamente. Para justificar tal acción, expuso diversas justificaciones: la inminente firma de una paz entre los contendientes en la Gran Guerra —acuerdo entre potencias imperialistas según su visión—, que Kérenski se preparaba para entregar la capital a los alemanes, que se preparaba otro nuevo golpe de Estado de la derecha como el fracasado de Kornílov o que el triunfo de la revolución rusa y mundial se lograría con escasa lucha. La situación del Gobierno provisional era, en efecto, muy grave y perdía rápidamente autoridad; la situación militar en el frente norte, cercano a la capital, era catastrófica y Kérenski no tenía asegurada la lealtad de la guarnición de la ciudad. La escasez de combustible y alimentos hacía crecer la inflación. La apatía aparente de la población podía tornarse fácilmente en rebeldía y el Gobierno no podía contar con el apoyo efectivo del Comité Ejecutivo Central Panruso (VTsIK), aislado de las masas. El Sóviet de Petrogrado se hallaba ya en manos de los bolcheviques, presidido por León Trotski.

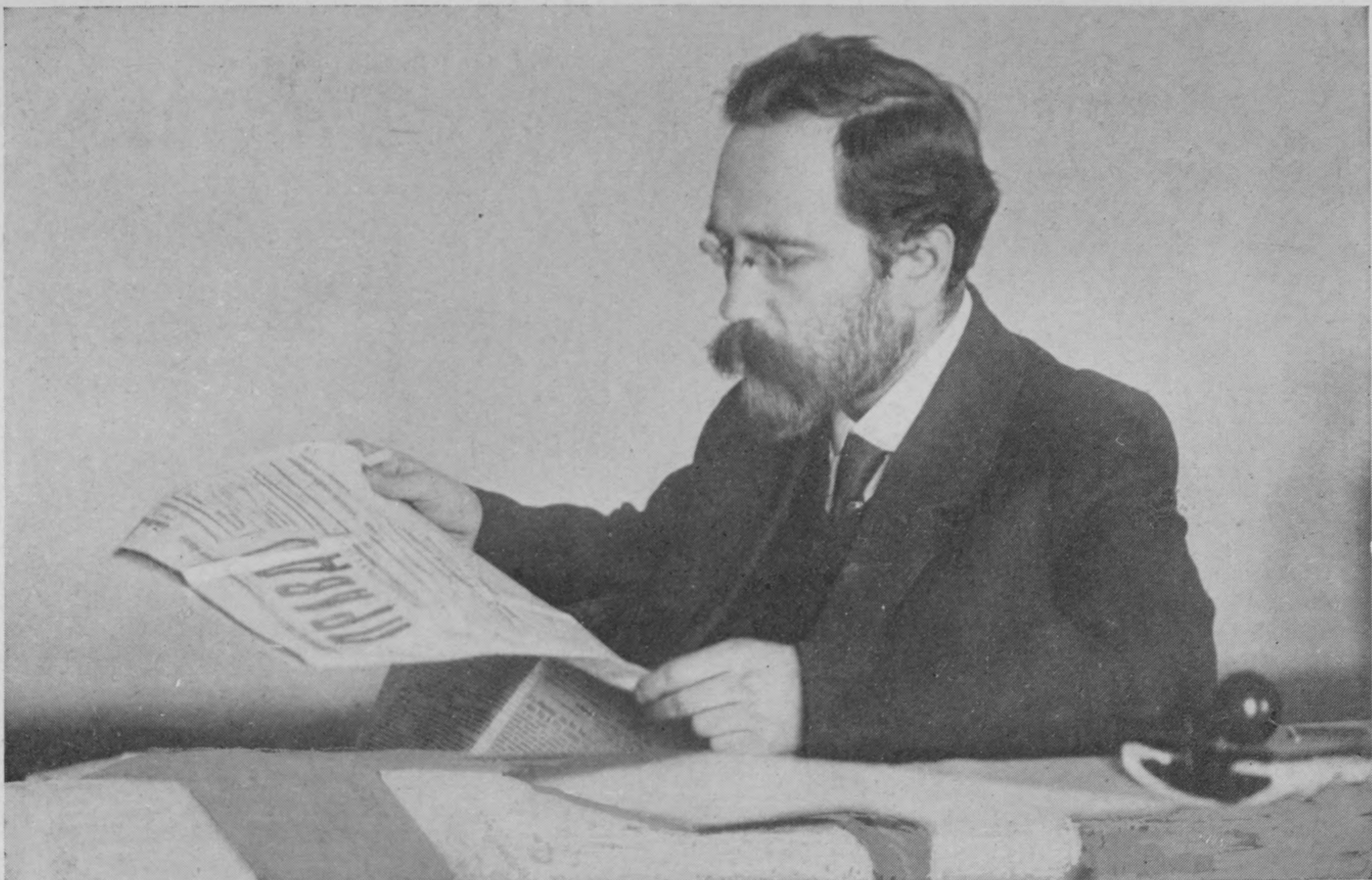
Lev Kámenev, principal dirigente de la corriente bolchevique más moderada, opuesta a la toma del poder por la fuerza como exigía Lenin, leyendo el Pravda. Esta corriente consideraba que el análisis de este era erróneo, que la situación no favorecía la insurrección y prefería la cooperación con otras organizaciones socialistas y una estrategia de cambio menos extremista y más gradual.

El 24 de septiembrejul./ 7 de octubregreg., decidió concentrarse en el relevo de la dirección de la mayor cantidad posible de sóviets, controlados desde la primavera por los socialistas moderados, mediante elecciones que permitiesen obtener su control. Los socialrevolucionarios de izquierda también adoptaron esta estrategia. En parte la movilización de fuerzas de los partidos radicales de izquierda en vísperas del Congreso se debió a los persistentes rumores de una posible contrarrevolución o cancelación de este, que los socialistas moderados únicamente habían aceptado convocar a regañadientes. El 7 de octubrejul./ 20 de octubregreg., Vladímir Lenin volvió a la capital y los bolcheviques abandonaron el Preparlamento. León Trotski tomó una decisión crucial al decidir utilizar los rumores de abandono de la capital por el Gobierno provisional para presentar la toma de control de la guarnición de la capital y la entrega de armas a los obreros como medidas de defensa contra los enemigos de la revolución, externos (los alemanes) e internos (los contrarrevolucionarios). Cuatro días más tarde, León Trotski proclamaba sus sospechas en el Congreso de los Sóviets de la región norte, con la intención de ganarse la voluntad de las tropas cercanas a la capital. En este Congreso quedó patente el abrumador respaldo a los bolcheviques de la región próxima a la capital y de las tropas acantonadas en las cercanías de Petrogrado. Mientras, los bolcheviques opuestos a la insurrección emprendían una campaña de explicación de sus tesis contrarias a un alzamiento.
Vladímir Lenin regresó de Finlandia a la capital, se reunió con el Comité central bolchevique el 10 de octubrejul./ 23 de octubregreg. y logró que este aprobase un alzamiento armado contra el Gobierno, pero no que se fijase una fecha ni que se realizase antes de la celebración del Congreso. La decisión aprobada, ambigua, acentuó las divisiones internas en el partido entre los favorables a la posición de Vladímir Lenin de un levantamiento inmediato, aquellos que preferían realizar una toma del poder aprovechando el Congreso de los Sóviets o como respuesta a un ataque del Gobierno, y la fracción más moderada y opuesta a la toma del poder encabezada por Kámenev. No se realizaron preparativos para un alzamiento inmediato en los días siguientes a la reunión del Comité central y los cuadros bolcheviques no se encontraban preparados para llevarlo a cabo por falta de organización y dirección. No existía un plan para hacerse con el control de las comunicaciones y las redes de transporte y los guardias rojos, cada vez más favorables a los bolcheviques, ni siquiera contaban con un mando unificado en la capital.
El 12 de octubrejul./ 25 de octubregreg., el comité ejecutivo del Sóviet de Petrogrado aprobó la formación de un órgano para coordinar la defensa del próximo Congreso de los Sóviets, el Comité Militar Revolucionario, que debía constituirse con representantes del Sóviet, de la sección de soldados de este, representantes de la flota, de los sindicatos, de los comités fabriles, de las organizaciones militares de los distintos partidos del Sóviet, de las milicias obreras y de otras organizaciones. Se convocó además una reunión de las unidades de la guarnición para los días siguientes. El Comité no era un círculo de conspiradores, sino un organismo oficial del Sóviet de Petrogrado. Los socialistas moderados pronto abandonaron el CMR, lo que facilitó su control por los extremistas y, en especial, por los bolcheviques.
A cuatro días de la celebración prevista del Congreso, el 16 de octubrejul./ 29 de octubregreg., una nueva reunión del Comité confirmó la decisión de tomar el poder a pesar de la dura oposición de los moderados; Kámenev amenazó con dimitir y este junto con Zinóviev comenzaron a expresar públicamente su oposición, para disgusto de Vladímir Lenin. La necesaria preparación para llevar a cabo el golpe contra el Gobierno provisional, sin embargo, seguía siendo nula. La mayoría de la dirección del partido y de las resoluciones de obreros y soldados que no paraban de aprobarse seguían prefiriendo tomar el poder mediante el inminente Congreso de los Sóviets. Por su parte, los socialrevolucionarios de izquierda se preparaban también para crear un nuevo Gobierno socialista formado por los diversos partidos de esta corriente durante el Congreso, pero se oponían a una toma del poder anterior, postura similar a la de los mencheviques internacionalistas. Ese mismo día Trotski confirmaba las noticias que el día anterior habían aparecido en algunos diarios:

Se nos dice que preparamos una organización para tomar el poder. No es ningún secreto.

El objetivo final de las maniobras del Sóviet de Petrogrado las expuso el propio Trotski: el Congreso de los Sóviets debía arrogar el poder gubernamental, declarar un armisticio inmediato y entregar la tierra a los campesinos. Para Vladímir Lenin, sin embargo, la toma del poder debía realizarse antes del Congreso y el papel de este debía limitarse a aceptarla.
La decisión de los socialistas moderados de posponer el Congreso cinco días, por la falta de delegados en la capital, resultó crucial: permitió a los bolcheviques organizarse para tomar el poder e hizo que el intento de Kérenski de desarmar a los radicales se produjese antes de su celebración. En parte el retraso del Congreso se debió también a la evidencia de las disensiones internas en el partido bolchevique, que hizo albergar esperanzas a los socialistas moderados de que el Congreso acabase contando con una mayoría opuesta a la posición de Vladímir Lenin.

### Los preparativos del Gobierno provisional

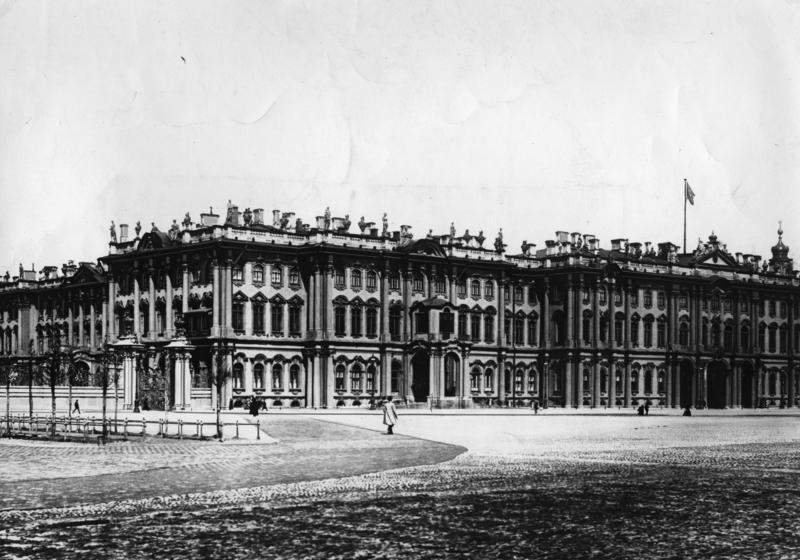
El Palacio de Invierno, sede del Gobierno provisional y último lugar que tomaron los insurrectos. Su asedio apenas causó bajas.

En una sesión privada del gabinete la noche del 4 de octubrejul./ 17 de octubregreg., se trató la amenaza militar alemana a la capital tras la ocupación de las islas del Báltico cercanas a Estonia por el enemigo. El ministro de Bienestar, el kadete Nikolái Kishkin, propuso el traslado de la capital a Moscú y la inclusión de Petrogrado en la zona del frente, sugerencia que los ministros socialistas criticaron por entender que reduciría la influencia del Sóviet de Petrogrado y del VTsIK en el Gobierno y en la futura Asamblea constituyente. Ante las críticas, el Consejo de Ministros decidió no aceptar la propuesta hasta que la aprobase el Preparlamento. Filtrada al público, la discusión pareció un intento del Gobierno de utilizar a los alemanes para aplastar la revolución, que los bolcheviques utilizaron a su favor. El Gobierno nunca tuvo en realidad la intención de ceder la ciudad al enemigo, pero sí de utilizar su cercanía para deshacerse de los elementos de la guarnición más revoltosos, a pesar de que los mandos militares no creían que los alemanes amenazasen verdaderamente la ciudad en aquellos momentos.
El 9 de octubrejul./ 22 de octubregreg., el mando militar de la capital ordenó la marcha de un tercio de los regimientos de la guarnición al frente (en realidad, por motivos políticos, ya que el comandante del frente norte prefería no recibir refuerzos de la capital). Las unidades de la guarnición repudiaron entonces al Gobierno provisional y proclamaron su lealtad al Sóviet de Petrogrado. Las tropas que habían sido más leales durante la supresión del levantamiento de julio, entre ellas los cosacos, declararon su neutralidad o se alinearon con el Sóviet. Ante los persistentes rumores de un nuevo golpe de la derecha, que alentaban las declaraciones de Mijaíl Rodzianko a favor del abandono de la capital a los alemanes y el recuerdo de una orden similar de Kornílov durante su fallido alzamiento, la orden del alto mando alarmó al Sóviet, que comenzó a sopesar medidas para oponerse.
El 13 de octubrejul./ 26 de octubregreg., Kérenski compareció ante el Preparlamento para desmentir los rumores que afirmaban que preparaba el traslado de la capital. Más tarde el gabinete se reunió y decidió hacer un llamamiento a la población para que respaldase las acciones de los bolcheviques y dejase su trato al Gobierno, que confiaba en contar con la fuerza necesaria, según los informes del coronel Polkóvnikov, recientemente nombrado comandante del distrito militar de la capital.
Mientras, el Gobierno —con Kérenski ausente en el frente entre el 14 de octubrejul./ 27 de octubregreg. y el 17 de octubrejul./ 30 de octubregreg.— se mostraba cada vez más inquieto por la posibilidad de un levantamiento bolchevique, aunque los mandos militares de la capital seguían asegurando que las medidas necesarias para aplastarlo se habían tomado. Kishkin estaba convencido de que el Gobierno contaba con fuerzas suficientes como para aplastar un posible alzamiento de los bolcheviques, pero no para realizar una acción preventiva contra ellos. El vicepresidente del Gobierno, Aleksandr Konoválov decidió solicitar refuerzos de las escuelas militares de Oranienbaum y Peterhof, artillería de las escuelas de artilleros de la capital y el envío de un batallón de ciclistas al Palacio de Invierno para reforzar su defensa. A la vuelta de Kérenski, Konoválov tuvo que convencerlo para permanecer en la capital y asistir a una reunión del gabinete en la que los ministros de Defensa e Interior se mostraron confiados en poder aplastar cualquier disturbio y el propio Kérenski expresó su deseo de que los bolcheviques se alzasen para poder aplastarlos. La noche siguiente, una nueva reunión del gabinete aprobó la aplicación de nuevas medidas para sofocar un posible levantamiento, que Kérenski dispuso con los mandos militares de la capital. Patrullas de cosacos recorrían la ciudad la noche previa a la del supuesto alzamiento —la fecha original de apertura del Congreso de los Sóviets— y se reforzó la defensa del Palacio de Invierno. El Consejo de Ministros realizó además diversas proclamas pidiendo a la población que mantuviese el orden. Kérenski comunicó tanto al embajador británico como al Preparlamento que se encontraba preparado para enfrentarse a los bolcheviques. En Kaluga, cerca de Moscú, se ordenó a los cosacos disolver el sóviet local y además se renovó la orden de detención de Vladímir Lenin; todas estas medidas contaron con el firme respaldo de los mencheviques y socialrevolucionarios del Comité Ejecutivo Central Panruso (VTsIK).
El intento del VTsIK de lograr el apoyo de las unidades militares de la guarnición para el Gobierno fracasó: las unidades enviaron delegados a la conferencia con el coronel Polkóvnikov, pero los representantes del VTsIK no lograron convencer a los delegados para apoyar al Gobierno frente al Sóviet. En los días anteriores a la toma del poder por los bolcheviques, el Gobierno de Kérenski no logró detener su debilitamiento.
Los preparativos del Gobierno terminaron el 20 de octubrejul./ 2 de noviembregreg. con el envío de una compañía de cuarenta ciclistas al Palacio de Invierno y la solicitud al alto mando de unidades cosacas del frente para sustituir a aquellas consideradas más cercanas a los bolcheviques. El plan del Gobierno incluía el control de los principales edificios de la capital, del centro de la urbe y de los puentes que daban acceso a este desde la periferia.

### Vísperas del II Congreso de los Sóviets
El 21 de octubrejul./ 3 de noviembregreg., una conferencia de unidades de la guarnición de Petrogrado, organizada por el Comité Militar Revolucionario de Petrogrado (CMR), confirmó la lealtad de las unidades al Sóviet de Petrogrado frente al Gobierno. La revolución aprobada finalmente animaba al Comité Militar Revolucionario y al Sóviet de Petrogrado a tomar el poder, firmar la paz, asegurar el abastecimiento de alimento a la población y aprobar la reforma agraria. Esa misma noche, enviados del CMR acudieron a comunicar al jefe del distrito militar de la capital, el coronel Polkóvnikov, que a partir de entonces toda orden debía ser visada por el CMR, pretensión que el general rechazó. Esta actitud llevó al CMR a informar al día siguiente a las unidades de la guarnición que consideraba contrarrevolucionario al mando del distrito militar, que pensaba que la revolución se hallaba en peligro, y que toda orden debía ser aprobada por el CMR. Comenzó entonces a enviar a sus propios comisarios a las principales unidades militares de la capital y asegurarse de este modo el control de la guarnición, del que privaba al Gobierno. Las unidades recibieron en general con entusiasmo a los nuevos comisarios del CMR, a menudo bolcheviques liberados de prisión hacía poco. El CMR dio orden asimismo a los arsenales de no suministrar armas o municiones sin su permiso.
El 22 de octubrejul./ 4 de noviembregreg., se sucedieron las manifestaciones en la capital; se había proclamado «día del Sóviet de Petrogrado» y tanto los bolcheviques como los socialrevolucionarios de izquierda trataron de movilizar a la población a favor del traspaso del poder a los sóviets, con gran éxito. Los oradores enviados por el CMR a los regimientos atizaron el descontento con el Gobierno. La ciudad se encontraba en tensión ante posibles choques entre los manifestantes y los cosacos, que habían convocado una marcha patriótica ese día para conmemorar la liberación de Moscú de manos de Napoleón. Algunas unidades se movilizaron y decidieron permanecer en alerta hasta el comienzo del Congreso de los Sóviets. Algunos grupos de guardias rojos se hallaban también en alerta. A media tarde, el jefe del Estado Mayor de la región militar de la capital, general Yákov Bagratuni, solicitó al frente norte la preparación de diversas unidades militares para su envío inmediato a Petrogrado, pero el comisario del frente, Voitinski, afirmó que tal medida era imposible sin explicar a las tropas para qué se las preparaba. Kérenski reiteró la petición en vano poco después.
Al día siguiente, el CMR anunció a la población las medidas que había tomado para controlar la guarnición y los puntos estratégicos de la capital aduciendo que estaba defendiendo la revolución. Después de todo un día de debates, la Fortaleza de San Pedro y San Pablo decidió finalmente someterse a las órdenes del CMR. El arsenal de la fortaleza permitió al CMR armar a numerosos guardias rojos. La autoridad de los mandos del distrito militar capitalino era cada vez menor.
Mientras, el Gobierno confiaba en contar con suficientes tropas leales para aplastar un posible alzamiento, aunque días antes el ministro de Interior había admitido que no tenía fuerza suficiente para atacar directamente a los radicales de izquierda. Kérenski, sin embargo, se mostraba seguro de poder acabar con cualquier desorden y comunicó al embajador británico su esperanza de que los bolcheviques se levantasen para poder acabar con ellos. No obstante, las maniobras del CMR, los preparativos de los guardias rojos y las manifestaciones de apoyo a la toma del poder por los sóviets acabaron por inquietar al Gobierno, que trató en vano de recibir refuerzos militares del frente norte. Ante la inminencia de la apertura del Segundo Congreso de los Sóviets que probablemente aprobaría su destitución y el traspaso del poder, el Gobierno se decidió a tratar de aplicar medidas preventivas. La noche del 23 de octubrejul./ 5 de noviembregreg., Kérenski propuso detener al CMR, pero el gabinete solo aprobó el procesamiento de algunos miembros, el cierre de dos periódicos bolcheviques y el refuerzo de la defensa del Palacio de Invierno, medidas menores e insuficientes que, sin embargo, desataron el enfrentamiento al proporcionar la acción «contrarrevolucionaria» que sus adversarios estaban esperando. Kérenski ordenó además a Bagratuni presentar un ultimátum al CMR: debía rescindir su orden de control de la guarnición o enfrentarse a las medidas que el Gobierno considerase oportunas para restaurar el orden. Esa misma noche, el CMR, influido por los moderados del Sóviet de Petrogrado, decidió aceptar el ultimátum del Kérenski, concesión que resultó inútil.

### La distribución de fuerzas y situación de la guarnición

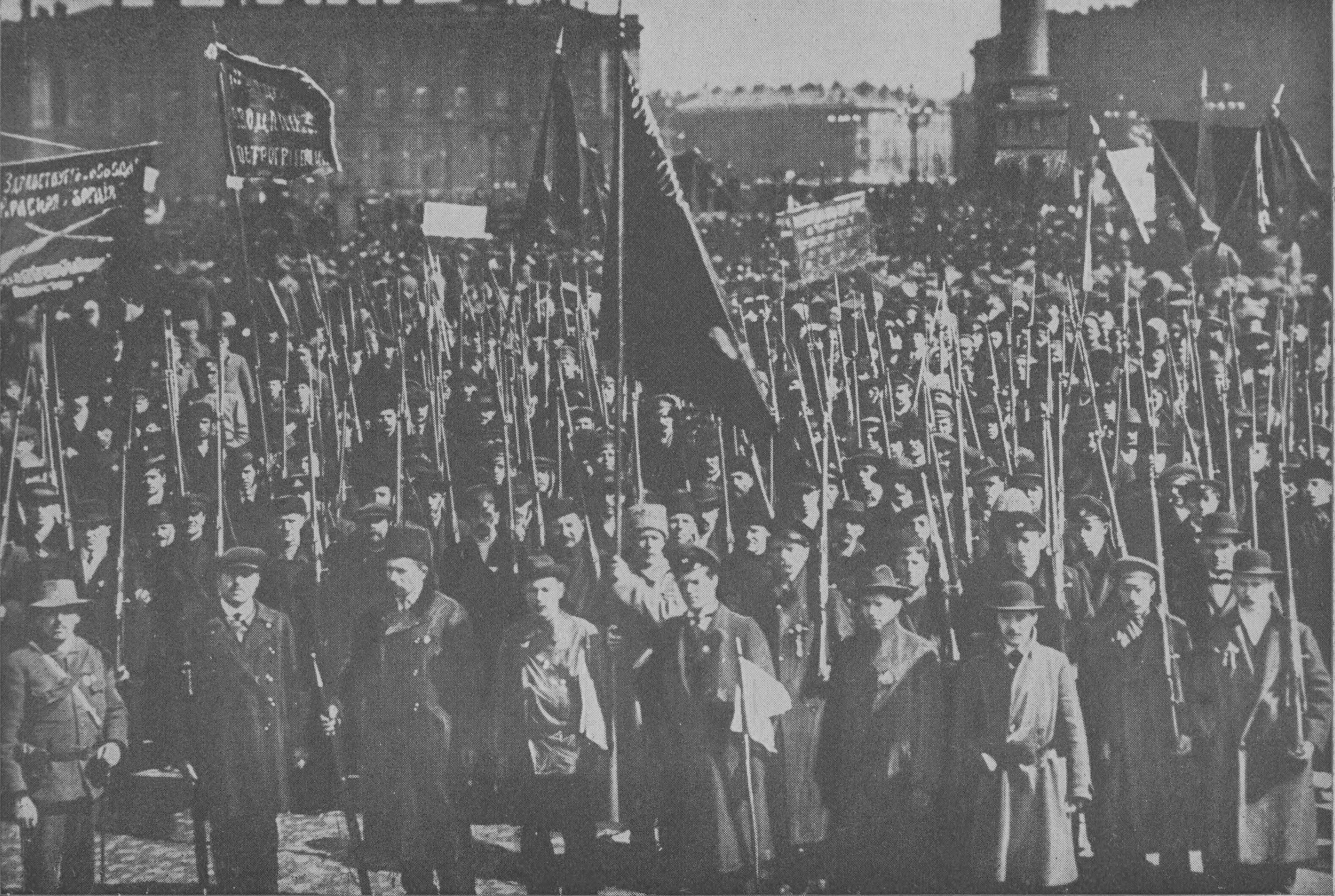
Guardias rojos en Petrogrado. Favorables a los bolcheviques, su valor militar era dudoso.

Mientras que el Gobierno dependía fundamentalmente de los cadetes y de los tres regimientos de caballería cosaca acuartelados en la capital, los bolcheviques se apoyaban en los guardias rojos —numerosos y decididos, pero inexpertos—, los marinos —fervientes partidarios, pero poco numerosos— y los soldados —expertos y muy numerosos, pero en general pasivos en el enfrentamiento—. Los bolcheviques debían tratar de ganarse el favor de los ciento cincuenta mil hombres de la guarnición; su renuencia a que se les enviase al frente como pretendía el Gobierno y el comandante del frente norte, les favorecía.
El 17 de octubrejul./ 30 de octubregreg., Vladímir Cheremísov y su comisario, el exbolchevique Voitinski, celebraron una conferencia con las unidades de la guarnición para explicarles la necesidad de que se uniesen a las unidades del frente para defender la capital. La delegación de la guarnición, mayoritariamente bolchevique, recelaba de los motivos reales de la maniobra e insistió en que el Sóviet de Petrogrado tuviese la última palabra en el traslado de las unidades. Con las partes en desacuerdo, la conferencia resultó un fracaso; cinco días más tarde, el 5.º Ejército de Cheremísov eligió un nuevo comité con mayoría bolchevique. El mismo día de la reunión, el Sóviet creó la organización que debía coordinar los asuntos militares: el Comité Militar Revolucionario, controlada en realidad por la organización equivalente del partido bolchevique. Al día siguiente de la reunión con Cheremísov, las unidades de la guarnición se reunieron por su parte en el Smolny y expresaron su falta de confianza en el Gobierno y su respaldo al Sóviet de Petrogrado. Los miembros del VTsIK que habían autorizado la reunión acabaron por abandonarla sin que se les permitiese tomar la palabra.

## Acontecimientos en Petrogrado

### Cierre de las imprentas y primeros choques

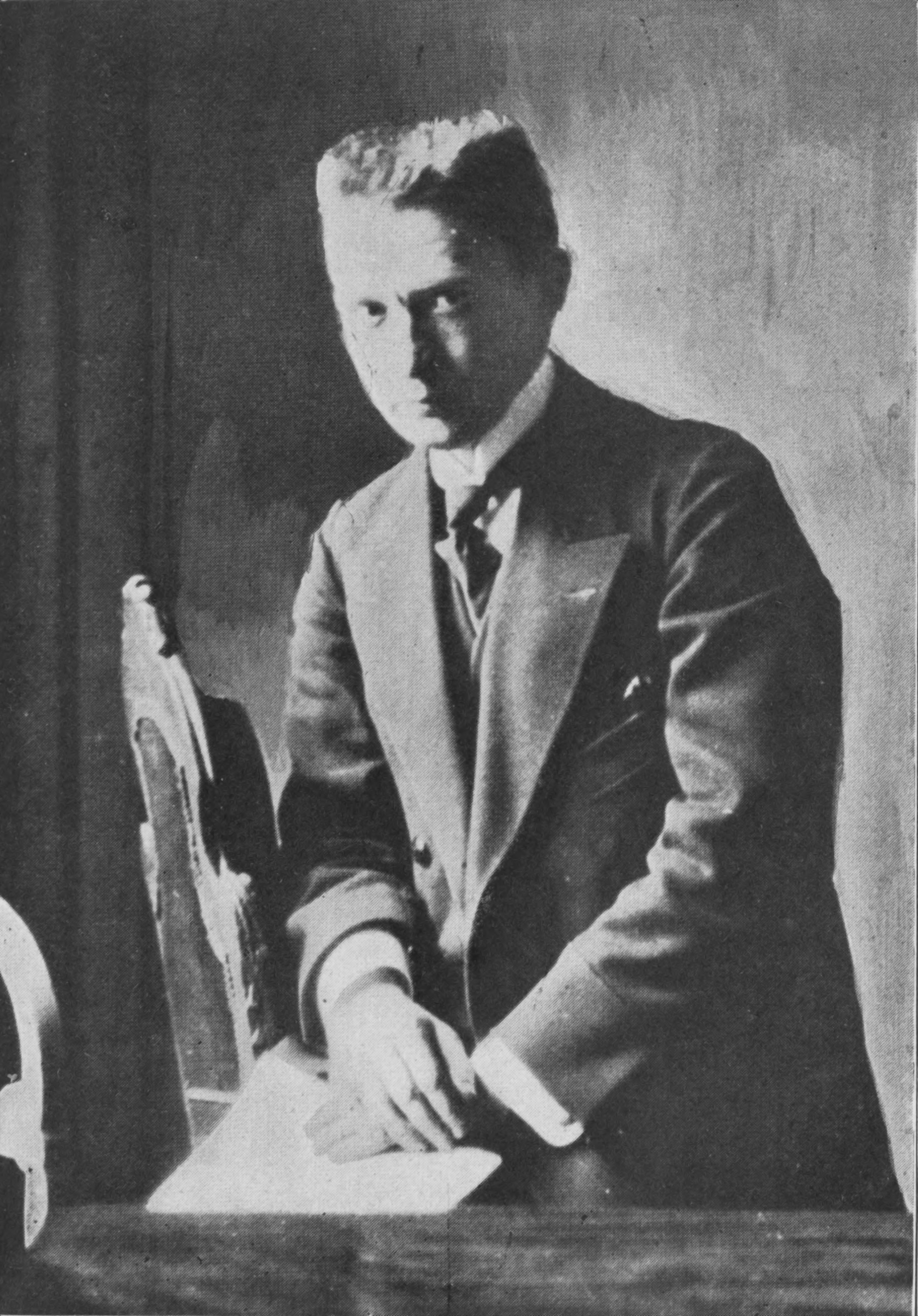
Kérenski, presidente del desprestigiado Gobierno provisional que hubo de enfrentarse al levantamiento.

Alrededor de las 3 a. m. del 24 de octubrejul./ 6 de noviembregreg., Kérenski se encontraba en el Palacio de Invierno acompañado por los mandos militares para pergeñar las medidas que debían desbaratar a los bolcheviques; el ultimátum al CMR no había recibido respuestas y el gabinete había aprobado poco antes el arresto de sus dirigentes. Entonces llegó un mensajero indicando que finalmente el CMR había aceptado las exigencias de los mandos militares, pero Kérenski se negó a abandonar su plan: el general Bagratuni continuó solicitando refuerzos del frente (junkers de Oranienbaum, tropas de asalto de Tsárskoye Seló y artillería de Pávlovsk) mientras que el coronel Polkóvnikov ordenaba el arresto y juicio de los comisarios enviados por el CMR a las unidades de la guarnición. El CMR sería llevado a juicio y aquellos liberados tras haber participado en las Jornadas de Julio serían detenidos nuevamente. Dos periódicos bolcheviques, Rabochi Put y Soldat, serían clausurados por incitar a la insurrección, otros dos conservadores serían cerrados también para mantener la apariencia de imparcialidad. Se reforzó además la guardia del Palacio de Invierno. Convencido de que estas medidas podrían ser mal recibidas por parte de formaciones políticas, aceptó la sugerencia de algunos ministros de acudir a explicarlas ante el Preparlamento ese mismo día.

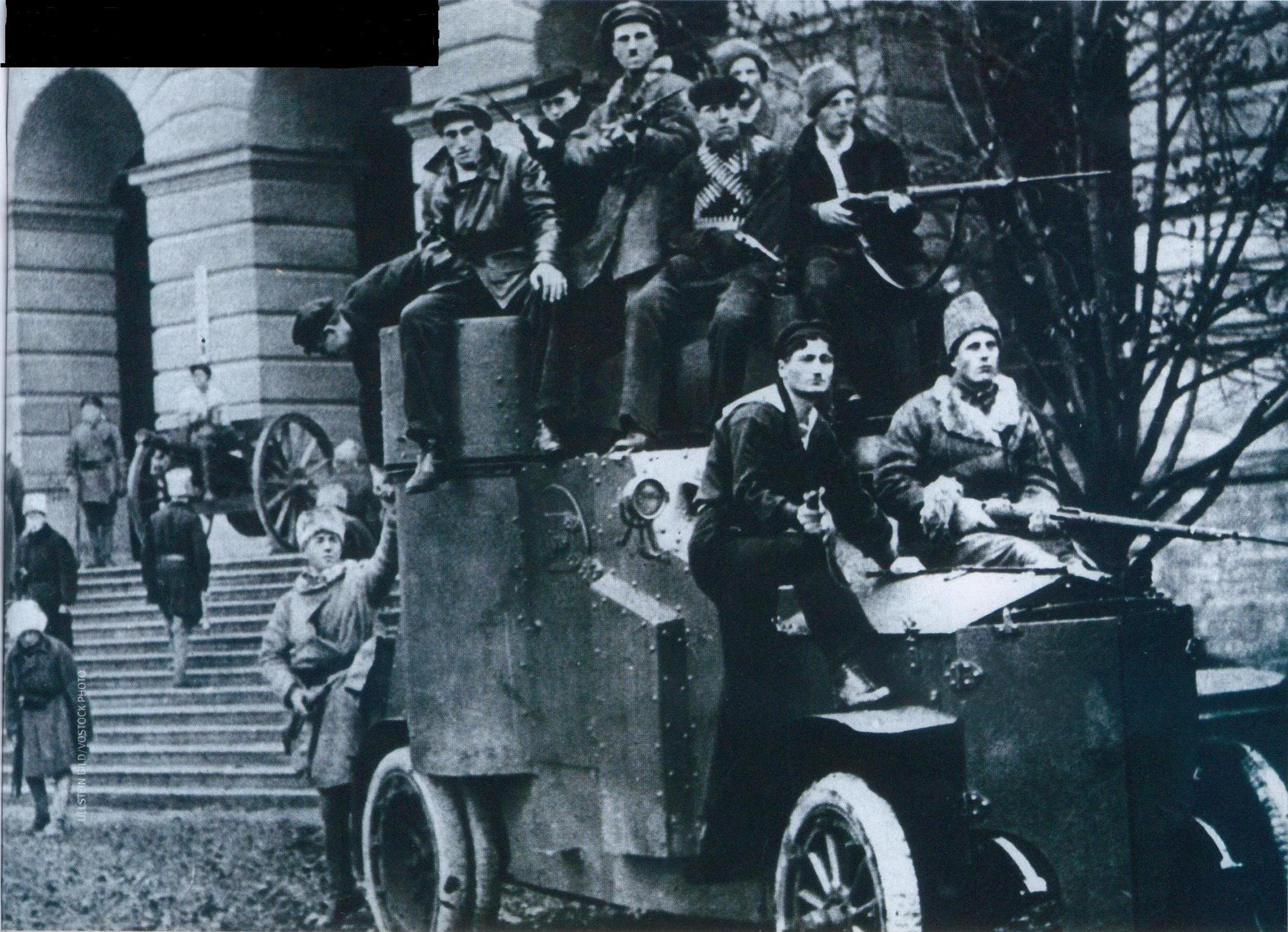
Guardias rojos frente al Instituto Smolny, centro de la Revolución de Octubre.

De madrugada, a las 5:30 a. m., un pequeño destacamento de cadetes y milicianos enviado por el Gobierno asaltó la imprenta de los dos diarios bolcheviques, destruyeron el número del día, dañaron las instalaciones y clausuraron la imprenta. Los empleados acudieron al cercano Instituto Smolny, sede del Sóviet de Petrogrado, del Comité Militar Revolucionario de Petrogrado y del partido bolchevique a comunicar lo sucedido. Se convocó una reunión de urgencia que incluyó a representantes del Sóviet, el CMR y de los partidos bolchevique y socialrevolucionario de izquierda; la acción gubernamental se tachó de contrarrevolucionaria y pronto se recibió información sobre sospechosos movimientos de tropas. El CMR inmediatamente consideró las medidas como una traición a la revolución y un ataque al congreso y envió su «directiva número 1» a las unidades ordenando su movilización. A pesar de los deseos de una minoría tanto del CMR como de la dirección bolchevique, se desechó la idea de un alzamiento inmediato contra el Gobierno y las medidas adoptadas se limitaron a garantizar la celebración del Congreso de los Sóviets.
A las 10 a. m., el gabinete volvía a reunirse para que Kérenski informase a los ministros de las medidas adoptadas durante la madrugada; todavía se mostraba confiado de tener la situación bajo control, a pesar de las dudas de otros ministros. La milicia de la ciudad, sin embargo, desobedeció las órdenes del Gobierno de arrestar a los miembros del CMR o de desbandar a las fuerzas leales a los bolcheviques, ya que dependía del ayuntamiento y no del Consejo de Ministros. Durante los días siguientes, la milicia mantuvo sus actividades policiales y no participó en la defensa del Gobierno provisional. La mayoría de las medidas ordenadas por Kérenski eran, en realidad, defensivas: se enviaron destacamentos de cadetes a guardar las estaciones de ferrocarril y se reforzó la guardia del Palacio de Invierno.
El mismo día, el primer ministro Kérenski trató de acelerar la llegada de tropas leales al Gobierno a la capital, de acuartelar a la guarnición y de retirar a los comisarios políticos del Comité Militar Revolucionario destacados en ella, sin éxito. Durante la mañana y comienzos de la tarde quedó claro que la mayoría de las tropas de la capital seguían las directivas del Sóviet de Petrogrado y desoían las órdenes del Gobierno. Los dos bandos se acusaron mutuamente de traicionar a la revolución y se arrogaron el papel de sus defensores.
Por la tarde, se supo que las tropas que habían de acudir a la capital para socorrer al Gobierno se habían pasado a las filas del Comité o estaban siendo retenidas lejos de la ciudad por los partidarios del mismo. Los marinos del crucero Aurora, que se hallaba en los astilleros franco-rusos para ser reparado, se amotinaron contra sus oficiales cuando estos ordenaron que el buque abandonase la capital, orden que había sido rescindida por el sóviet de la flota. El Gobierno contaba en la ciudad con apenas unos pocos miles de soldados —fundamentalmente oficiales, cosacos, cadetes y un batallón de mujeres— y se hallaba en franca desventaja numérica frente a sus adversarios. Alrededor de doscientos de ellos se habían presentado en el Palacio cerca del mediodía y sesenta y ocho cadetes de la Academia de Artillería Mijáilovski se les habían unido dos horas más tarde. Sus intentos de mantener el control de la guarnición capitalina resultaron infructuosos. Aunque la mayoría de los soldados se mostró reticente a participar en los enfrentamientos, aquellos que lo hicieron se inclinaron por obedecer al Sóviet. A pesar de que gran parte de las unidades permaneció en sus cuarteles, algunas de las más radicalizadas acudieron al llamamiento del Sóviet, al igual que casi todas las de guardias rojos, suficientes para asegurar la ventaja numérica del Sóviet de Petrogrado frente al Gobierno.

### Debilidad del Gobierno
A mediodía, el Preparlamento comenzó una nueva sesión presidida por Nikolái Avkséntiev. Kérenski acudió poco después y solicitó realizar una comunicación especial a la asamblea. En un largo discurso de una hora en su estilo característico, pidió su apoyo incondicional tras describir los acontecimientos de los últimos días, que le fue denegado, incluso con la ausencia de la izquierda radical y a pesar de la ovación que recibió antes de retirarse. La izquierda moderada —reunida con urgencia en el VTsIK desde la medianoche hasta las 4 a. m. del día siguiente— se limitó a publicar un nuevo e inútil llamamiento a la calma y a alertar de una posible contrarrevolución como respuesta al levantamiento. Los socialistas moderados lograron aprobar por escasa mayoría y después de cuatro horas de debates una moción de apoyo al Gobierno condicionado a la adopción por este de reformas radicales inmediatas, con el fin de atraer a los partidarios de los bolcheviques y calmar a aquellos que reclamaban desde marzo dichas medidas. Kérenski rechazó la propuesta y afirmó ser capaz de resolver la situación por sí solo.

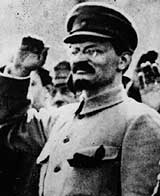
León Trotski, revolucionario ruso y principal organizador de la revolución en Petrogrado.

Tras abandonar la sede el Preparlamento, Kérenski marchó a la sede del distrito militar, anejo al Palacio de Invierno, para dirigir las acciones contra los bolcheviques, nuevamente de carácter defensivo: mantenimiento del control de los edificios oficiales y de los puntos estratégicos de comunicaciones frente a posibles ataques y aislamiento de los barrios de la periferia mediante la elevación de los puentes sobre el Nevá. Destacamentos de cadetes se enviaron a asegurar los edificios y a patrullar las calles, algunas instituciones oficiales comenzaron a cerrar y, a las 15:00, se desconectaron los teléfonos del Instituto Smolny en la central telefónica.
Entre las 14:00 y 15:00, los cadetes tomaron el control del puente Nikoláievski y el del palacio, levantando el primero; otro destacamento trató de hacer lo mismo con el de Liteiny, pero la muchedumbre se lo impidió y un grupo de guardias rojos se hizo con él. Alrededor de las 18:30, el Regimiento Pávlovski —fiel al CMR— ocupó el puente Tróitski, adelantándose a otra patrulla de cadetes que se dirigía allí con el mismo objetivo. El comisario del regimiento de granaderos acuartelado en el distrito de Petrogrado envió a sus fuerzas a ocupar los puentes (el de granaderos y el Samsónievski) tan pronto recibió noticia de lo que ocurría en otras zonas, incluso antes de recibir la orden del CMR. A media tarde, los principales puentes de la capital quedaban en manos de los insurrectos, los intentos del Gobierno de levantarlos fracasaron.
El CMR formó un comité para dirigir el enfrentamiento con el Gobierno; sus órdenes, en realidad, consistieron en poco más que enviar más comisarios, esta vez a los puntos estratégicos, para exigir su sometimiento al CMR. Poco a poco a lo largo del día, los principales centros de la capital pasaron a manos de las fuerzas leales al Sóviet de Petrogrado en una serie de enfrentamientos incruentos con las fuerzas fieles al Gobierno. A las cuatro de la tarde, los ciclistas que protegían el Palacio de Invierno decidieron retirarse; uno de sus comisarios ocupó una hora después la central de telégrafos por orden del Comité Militar, con el apoyo de los soldados que la guardaban, del Regimiento Kexholm, partidario del CMR. Tres horas más tarde un destacamento de cadetes llegó para controlar el edificio, pero los soldados no se lo permitieron y los cadetes se retiraron. Alrededor de esa hora, el CMR solicitó el envío de marinos de la Flota del Báltico desde Helsinfors, que partieron hacia la capital en cuatro dragaminas y más tarde, a las 3 a. m. del día siguiente, en ferrocarril. Estos últimos no llegaron a tiempo de participar en los acontecimientos de la capital, ya que su viaje fue entorpecido por las autoridades ferroviarias. Mientras, gran cantidad de guardias rojos se habían movilizado y acudían en gran número a Smolny. Inquieto por la posible reacción del Gobierno, el CMR ordenó tomar nuevas instalaciones clave de la ciudad: pasadas las nueve de la noche, tropas insurrectas —el Regimiento de Guardias Izmáilovski, el primero de la guarnición en respaldar el Gobierno durante las Jornadas de Julio— ocuparon la Estación del Báltico, cortando los posibles refuerzos al Gobierno desde el oeste; alrededor de las 21:00, pasaron de la oficina de telégrafos a la vecina agencia de noticias; se enviaron comisarios también para tomar posesión de la central telefónica, la central eléctrica y el resto de estaciones de ferrocarril. Una hora más tarde, cadetes de la Escuela de Artillería Mijáilovski trataron de arrestar a Vladímir Lenin en la cercana imprenta bolchevique del distrito de Výborg; no solamente Vladímir Lenin no se encontraba allí, sino que, para cuando encontraron las oficinas bolcheviques, había llegado una unidad de guardias rojos que les detuvo.
Al anochecer, las fuerzas del Sóviet de Petrogrado controlaban ya la mayor parte de la ciudad. Las medidas del Sóviet, sin embargo, seguían siendo defensivas, para evitar un posible golpe de mano gubernamental y asegurar la celebración del Congreso Panruso de los Sóviets que debía realizar el traspaso del poder.
Mientras, Vladímir Lenin, aún escondido en la capital, observaba con inquietud los últimos acontecimientos; sin entender por qué sus correligionarios no acababan definitivamente con el Gobierno de Kérenski sin esperar a la apertura del congreso, solicitó infructuosamente al partido permiso para acudir a Smolny. Desesperando por la pasividad del comité central, por la tarde trató de obtener el apoyo del comité de la ciudad y de los distritos. Sin poder contenerse y a pesar de la orden del comité central de permanecer en su escondite, se disfrazó y partió en tranvía y luego a pie hacia Smolny acompañado solo por un guardaespaldas.

### Llegada de Lenin y toma del poder

Distribución de fuerzas y acontecimientos de la revolución en Petrogrado.

Cerca de la medianoche del 25 de octubrejul./ 7 de noviembregreg., Vladímir Lenin llegó a la sede del Sóviet de Petrogrado, intensificándose desde entonces las acciones del Comité contra el Gobierno provisional de Aleksandr Kérenski: se abandonó toda referencia a la pura defensa de la revolución y se adoptaron medidas para crear un nuevo Gobierno revolucionario antes de la apertura el mismo día del Segundo Congreso Panruso de los Sóviets. La palmaria debilidad del Gobierno de Kérenski y el control de la capital contribuyeron también al cambio de actitud del Sóviet. Lenin, disfrazado y acompañado únicamente por un guardaespaldas, había logrado llegar al Instituto Smolny tras evitar ser detenido por una patrulla de cadetes que no lo reconoció y lo tomó por un borracho.

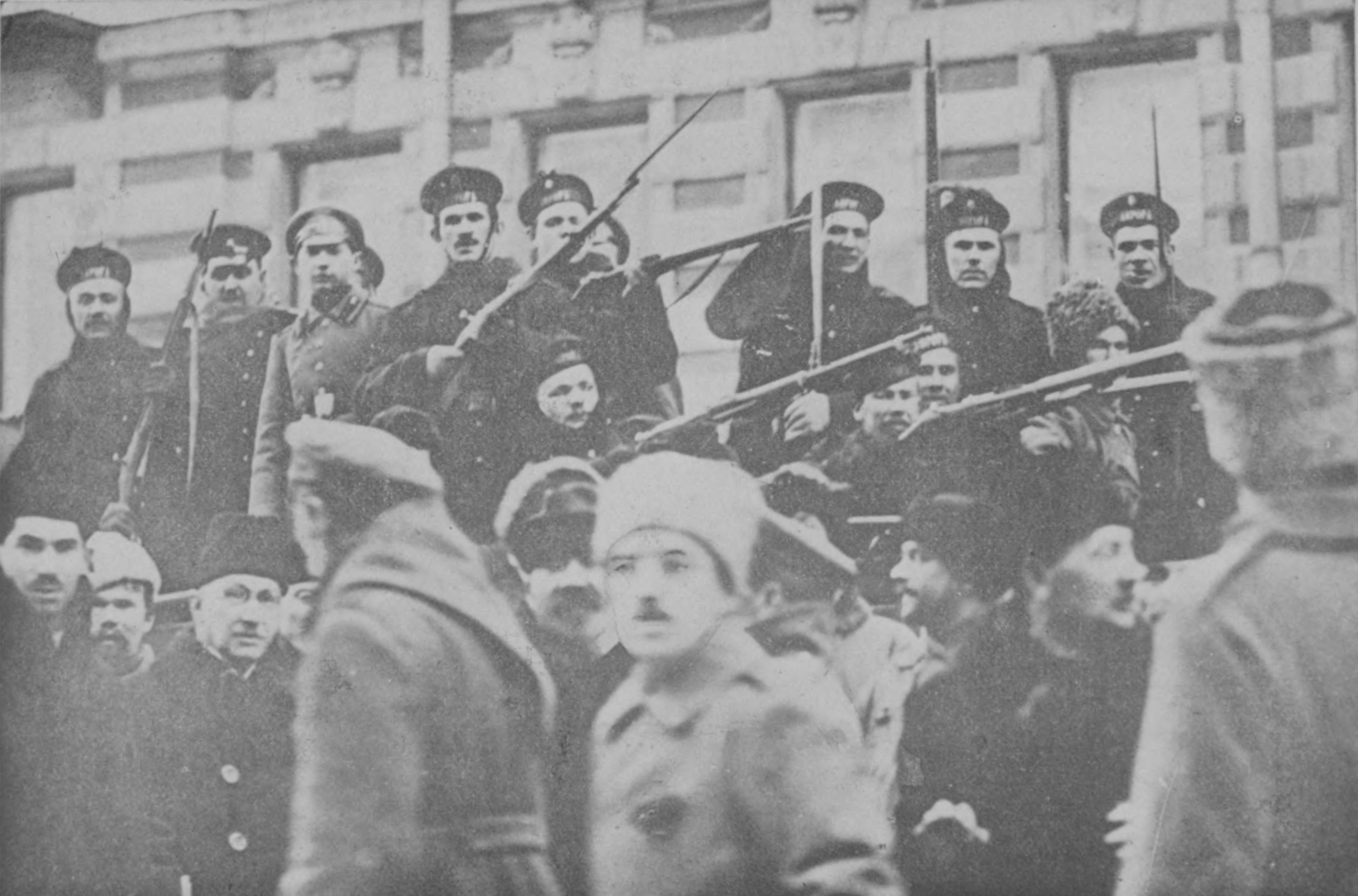
Marinos revolucionarios; participaron en diversas acciones durante la Revolución de Octubre del lado del CMR y constituían una de las fuerzas militares más favorables a los bolcheviques.

El Comité Militar Revolucionario de Petrogrado comenzó a planear la disolución del Preparlamento, el arresto del Gobierno provisional y la toma de los últimos puntos estratégicos de la ciudad que habían escapado hasta entonces de su control. A las 1:30 a. m., marinos, soldados del Regimiento Kexholm y Guardias rojos tomaron la oficina central de correos. A las dos de la madrugada, tropas del Comité ocupaban la Estación Nikoláievski y la central eléctrica de la ciudad. El puente Nikoláievski fue capturado poco después, a las 3:30 a. m., tras anclar cerca el Aurora. El intento de un pequeño grupo de tropas de choque fieles al Gobierno de retomarlo poco después no tuvo éxito. Soldados del Regimiento Kexholm recibieron órdenes de ocupar la central telefónica, el Banco Estatal y el Tesoro. A las 6 a. m., se ocupaba el Banco Estatal y, a las 7 a. m., caía la central telefónica, tras un momento de tensión con los cadetes que la guardaban, pero sin realizar un solo disparo. Se volvieron a conectar los teléfonos de Smolny y se desconectaron los del Palacio de Invierno. Más tarde se capturó sin problemas el Tesoro, que estaba guardado por tropas del Regimiento Pávloski, uno de los más leales al CMR. A las 8 a. m., el CMR capturaba la última gran estación de ferrocarril, la de Varsovia, que comunicaba con el frente norte. Al amanecer, casi toda la ciudad salvo el Palacio de Invierno se hallaba bajo el control del Sóviet de Petrogrado. Ni los defensores del Palacio ni los sitiadores deseaban, sin embargo, enfrentarse y arriesgarse a sufrir bajas. La ciudad despertó con notable normalidad: los edificios oficiales, escuelas y transporte público funcionaban regularmente. El Gobierno carecía para entonces, sin embargo, de luz y teléfono en los edificios que todavía controlaba.
Al amanecer, los mandos militares habían tratado de recabar la ayuda de los tres regimientos cosacos de la ciudad, que se negaron a concederla una vez que quedó claro que el Gobierno no podía contar con un respaldo claro de las unidades de infantería. A primera hora de la mañana, los mandos militares comunicaban al Gobierno la falta de tropas y la gravedad de la situación; a las 10 a. m. el Gobierno lo transmitía al alto mando a través de la línea directa que no había sido cortada por los rebeldes. A las once y media de la mañana, ante la situación desesperada en la capital, Kérenski abandonó la ciudad camino del frente con el objetivo de reunir tropas leales que aplastasen la revuelta, ya victoriosa en Petrogrado. Los cadetes que defendían el Palacio habían exigido garantías de la llegada de refuerzos para continuar en sus puestos. Al tiempo, los bolcheviques proclamaban el traspaso del poder a los sóviets.

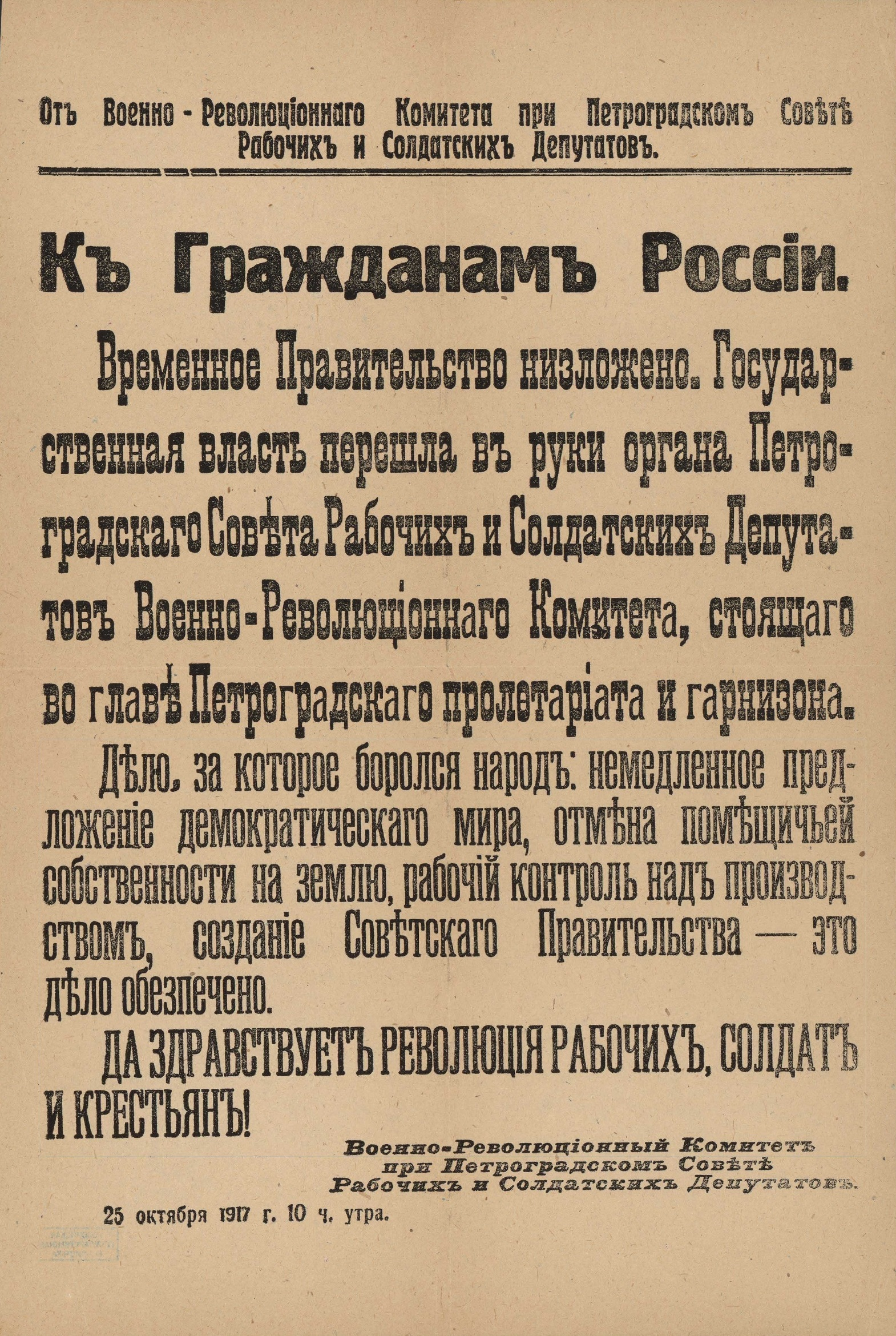
Proclamación del derrocamiento del Gobierno provisional por el Comité Militar Revolucionario (Voenrevkom) del Sóviet de Petrogrado.

Mientras Kérenski trataba de encontrar un automóvil que lo sacase de la ciudad —las estaciones se encontraban ya en manos del Sóviet de Petrogrado y los coches del Palacio habían sido saboteados— Lenin redactaba la proclamación que deponía a su Gobierno y que se difundió inmediatamente por la ciudad:

¡A los Ciudadanos de Rusia!

El Gobierno provisional ha sido depuesto. El poder estatal ha pasado a manos del órgano del Sóviet de Obreros y Soldados de Petrogrado, el Comité Militar Revolucionario, que dirige al proletariado y a la guarnición de Petrogrado.

La causa por la que el pueblo ha luchado —la oferta inmediata de una paz democrática, la abolición de la propiedad de la tierra por los terratenientes, el control obrero de la industria y la creación de un Gobierno de los sóviets— ha quedado asegurada.

¡Viva la revolución de los trabajadores, soldados y campesinos!
Comité Militar Revolucionario del Sóviet de Obreros y Soldados de Petrogrado
 25 de octubre de 1917, 10:00 de la mañana.

Los llamamientos de un miembro del comité central del Partido Social-Revolucionario a las unidades supuestamente afines para defender al Gobierno de Kérenski fracasaron. La influencia del partido entre las tropas estaba desapareciendo y no era ya suficiente para garantizar el apoyo de las unidades de la capital al Gobierno. Las bases del partido en la capital, trabajadores y soldados principalmente, no estaban dispuestos a alzarse en defensa del Gobierno de coalición con los partidos burgueses.
A lo largo del día, las fuerzas del CMR tomaron los últimos edificios relevantes aún controlados por el Gobierno: la prisión de Krestý tuvo que liberar a los seis presos que tenía por agitación y el Palacio Mariinski, sede del Preparlamento, quedó rodeado y este poco después disuelto después de protestar formalmente —no se detuvo a ninguno de sus miembros—; las oficinas oficiales cerraron así como los colegios.
Por la tarde, en una reunión del Sóviet de Petrogrado, Trotski anunció la caída del Gobierno y las medidas adoptadas para asegurar el poder en la capital. Poco después y por primera vez desde las Jornadas de Julio, Lenin apareció ante el Sóviet de Petrogrado y recibió una gran ovación; el Sóviet aprobó el traspaso del poder, a pesar de que el Palacio de Invierno todavía no había caído. Esa misma mañana se había formado un comité de tres miembros para encargarse del asedio, que Vladímir Lenin seguía deseando que terminase antes de la apertura del Congreso de los Sóviets.

### La toma del Palacio de Invierno
El plan del Comité Militar Revolucionario de Petrogrado encargado de la toma del Palacio de Invierno consistía en la formación de dos anillos concéntricos alrededor del edificio, uno interior para mantener la presión sobre los sitiados —formado principalmente por soldados de los regimientos Pávlovski (al norte) y Kexholm (al sur)— y otro exterior para evitar posibles intentos de auxilio de las tropas cosacas o de los cadetes; el cerco incluía la Fortaleza de San Pedro y San Pablo y el crucero Aurora. Se definió una estructura de mando tan complicada —criticada por el propio Trotski— que retrasó las operaciones. Antónov-Ovséyenko, miembro bolchevique del CMR, comunicó el plan a los comisarios de regimiento: se presentaría un ultimátum al Palacio y, en caso de no ser aceptado a tiempo, la Fortaleza realizaría una señal con un farol rojo para comenzar el bombardeo. Las primeras salvas debían provenir del Aurora y debían ser de fogueo; en caso de continuar la resistencia, tanto el crucero como la fortaleza comenzarían el bombardeo con fuego real.
Alrededor de la 13:00, un grupo de marinos ocupó el Almirantazgo y arrestó al alto mando de la Marina.

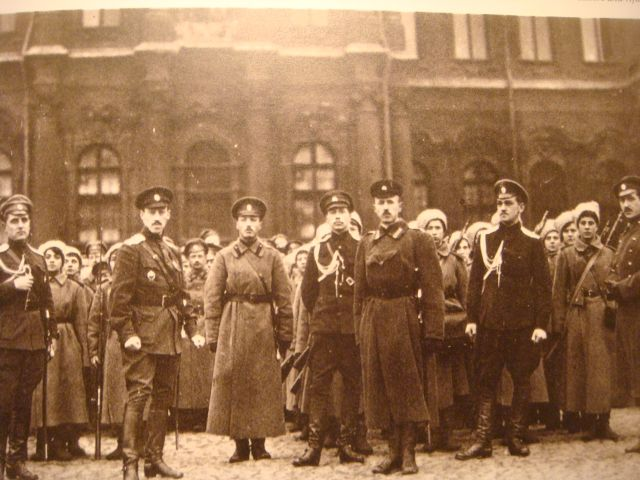
Defensores del Palacio de Invierno, entre los que se contaba el «batallón de la muerte», formado por mujeres.

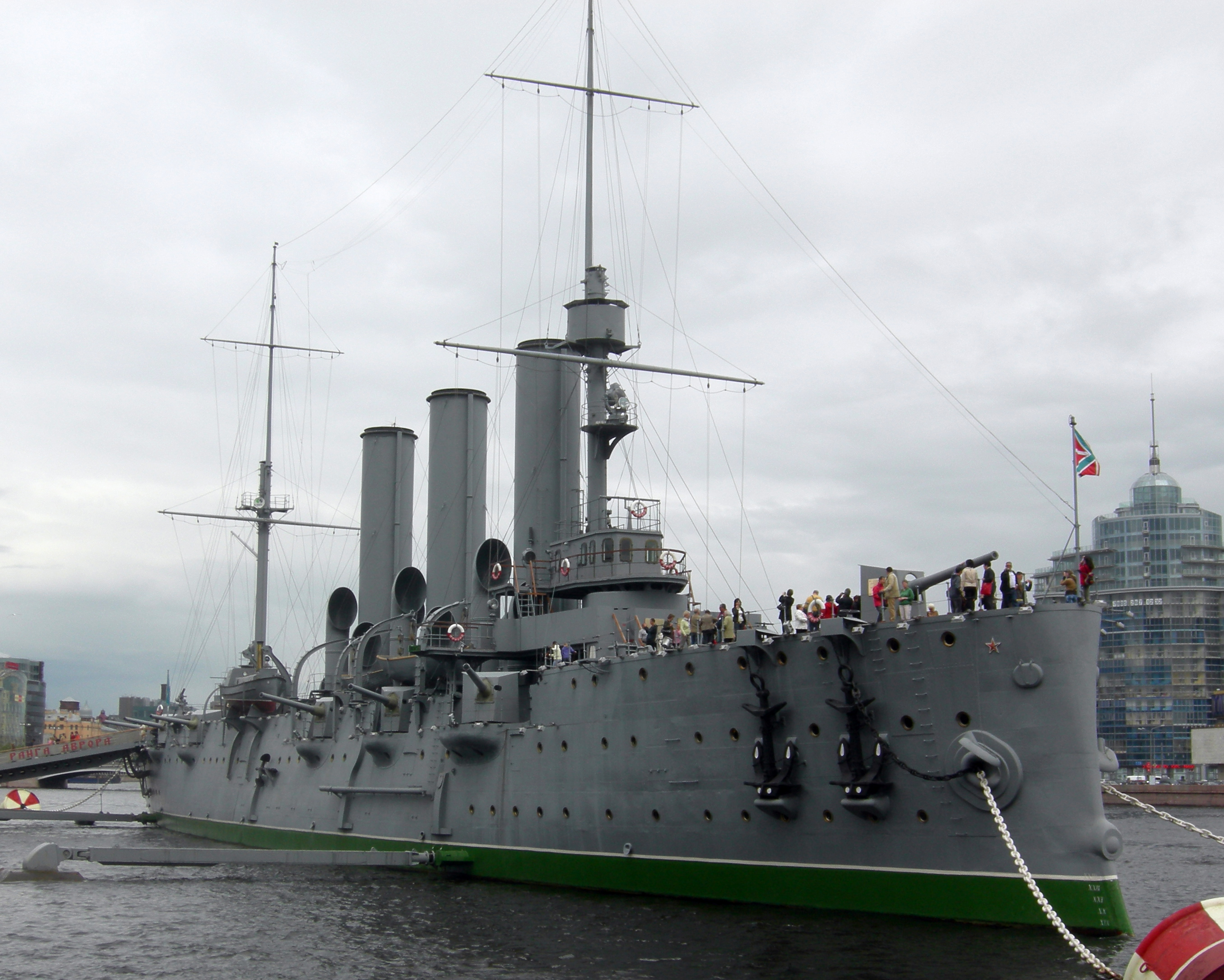
El crucero Aurora a comienzos del siglo. Un disparo de fogueo de sus cañones de proa señaló el comienzo del asalto final al Palacio de Invierno y ahuyentó a parte de sus defensores, atemorizados por la tremenda detonación. Más tarde participó en el bombardeo del palacio, que apenas causó desperfectos en el edificio.

El primer retraso en el plan se produjo al no aparecer los marinos de Helsingfors que se esperaban a las 14:00 para reforzar a los soldados. Los de Kronstadt acababan de llegar a la capital en una improvisada flota de barcos diversos. El obsoleto Amur ancló junto al Aurora mientras el resto de embarcaciones lo hicieron cerca del Almirantazgo; en total, tres mil marinos de Kronstadt desembarcaron para unirse al asedio.
Mientras, en el Palacio, tras la marcha de Kérenski en busca de refuerzos a media mañana, el gabinete se reunió presidido por el vicepresidente del Gobierno, Konoválov, para relevar a Polkóvnikov, cuyo mando parecía insatisfactorio, y nombrar al conservador ministro de Bienestar, Kishkin, gobernador general a cargo de la defensa con poderes dictatoriales. Se decidió además mantener la sesión hasta ser socorridos por las tropas que se esperaban del frente o ser arrestados por los insurgentes. El mando efectivo de las tropas del Palacio quedó en manos del viceministro P. I. Palchinski, que se encontró en una situación grave: falto de víveres, sin plan de defensa, con una oficialidad confundida y unas tropas desmoralizadas. Kishkin partió a la cercana sede del Estado Mayor para relevar a Polkóvnikov y nombrar en su lugar el jefe del Estado Mayor de la región militar capitalina, el general Bagratuni, acción que solo logró aumentar la confusión reinante en el lugar.
Fuera, solo hubo un débil intento por parte de las fuerzas gubernamentales de retomar un edificio importante bajo control del CMR: el principal comisario del Ejército, Stankévich, trató de recuperar la central telefónica con un grupo de cadetes, pero fue rechazado después de un breve combate. De vuelta en la sede del Estado Mayor, en la plaza del Palacio, informó al alto mando de la necesidad de refuerzos —que le aseguraron se hallaban de camino— y de la imposibilidad de resistir más de dos días con las escasas fuerzas aún leales al Gobierno.
Durante la tarde, llegaron refuerzos a los sitiadores del Palacio, mientras que parte de las fuerzas que lo defendían se retiraron, sin que les molestasen los que rodeaban el edificio. Un par de escuadrones de cosacos y algunos cadetes lograron llegar al Palacio sin que los sitiadores les estorbasen, lo que volvió a equilibrar la defensa.
Mientras, Lenin incitaba a los responsables del asedio a concluirlo cuanto antes para evitar más retrasos en la apertura del congreso y el nerviosismo de los delegados. Ante esta situación, el comandante de la Fortaleza decidió enviar finalmente el ultimátum previsto a las 18:30 con dos ciclistas que se trasladaron hasta la sede del Estado Mayor; el ultimátum expiraba a las 19:10 y exigía la rendición del Gobierno y de sus tropas. Los ministros se volvieron a reunir precipitadamente abandonando su cena para rechazar la exigencia de rendición y decidir no responder al ultimátum. Expirado este, soldados del Regimiento Pávloski tomaron la sede del Estado Mayor, a pesar de los intentos de los cadetes del Palacio de auxiliar a sus defensores. En aquel momento, el comandante de frente norte, general Cheremísov, se hallaba en comunicación con el personal del edificio para informarse de la situación en la capital cuando las comunicaciones se cortaron por la conquista. Bagratuni, en el Palacio en conversaciones con los ministros, decidió entonces dimitir y los insurgentes le arrestaron poco después.
Entre las 20:00 y las 21:00, parte de las fuerzas que defendían el Palacio negociaron con los sitiadores su marcha, con el beneplácito de los oficiales, que no deseaban hundir todavía más la moral reteniéndolos en el edificio: un batallón de fuerzas de asalto y algunos cosacos abandonaron el Palacio. En el exterior, el cerco se había estrechado con la llegada de nuevas unidades, entre ellas marinos de Finlandia y de Kronstadt. Tras dos intentos de negociación entre los responsables del asedio y las tropas que defendían el Palacio, más de la mitad de los cadetes que aún permanecían en el edificio se retiraron hacia las 22:00.
Después de una cierta confusión al difundirse la falsa noticia de la caída del Palacio, se retomó el asedio desde la Fortaleza; por fin se encontró el farol necesario para avisar según lo acordado al Aurora a las 21:35 y cinco minutos más tarde este realizó un disparo de fogueo con sus cañones de seis pulgadas. La salva aterrorizó a los defensores del Palacio y aseguró la leyenda revolucionaria del barco, que se mantuvo como museo en los muelles del Nevá. A continuación, tras dar tiempo a que parte de los defensores se retirasen del Palacio, la fortaleza se unió al bombardeo alrededor de las 23:30, esta vez con munición real, y disparó una treintena de proyectiles contra el Palacio, de los que solo le alcanzaron dos o tres que causaron pocos daños. A pesar de que Antónov-Ovséyenko rechazó un acuerdo conseguido por Chudnovski para que algunos de los defensores evacuasen el Palacio con sus armas, algunos grupos se rindieron incondicionalmente. Las mujeres del batallón, temiendo ser violadas, se negaron por el contrario a entregar las armas. Mientras, la delegación municipal que había tratado de detener el bombardeo a petición del Palacio, que había logrado ponerse en contacto con el ayuntamiento, tuvo que abandonar su misión por el rechazo de los sitiadores a permitirle subir a bordo del Aurora y no serle posible entrar en el Palacio. Informado el ayuntamiento, decidió en pleno —con la oposición de los concejales bolcheviques— marchar hacia el Palacio para proteger físicamente al Gobierno, moción que aprobó y que respaldó el Comité Ejecutivo Central de los Sóviets de Campesinos.
Al anochecer pequeños grupos de sitiadores comenzaron a penetrar en él y hacia la medianoche su número aumentó notablemente; si al comienzo los defensores desarmaban a los pocos que entraban en el Palacio, al crecer su número fueron los sitiadores quienes comenzaron a desarmar a los sitiados. La marcha de parte de los defensores facilitó la infiltración de los sitiadores en el edificio. Tras una interrupción de una hora para esperar la rendición de más defensores, el asalto al Palacio se reanudó alrededor de las 23:00. Se retomó el bombardeo, incluso a riesgo de herir a los propios asaltantes, que ya se encontraban en el Palacio.
Hacia la medianoche, un grupo de más de trescientas personas que contaba con concejales, diputados del Congreso de los Sóviets y miembros del comité ejecutivo de los Sóviets de campesinos, entre otros, se reunió en el ayuntamiento y comenzó a marchar cantando La Marsellesa hacia el Palacio, encabezado por el alcalde socialrevolucionario Shreider y el único ministro que no se hallaba sitiado, Prokopóvich. En la plaza de Kazán, ya cerca del Almirantazgo, un destacamento de marinos les bloqueó el paso y tras agitada discusión el grupo regresó ordenadamente al ayuntamiento sin haber logrado su objetivo.
Hacia las 2 a. m., los atacantes encontraron finalmente la sala donde se encontraba reunido el gabinete, que ordenó a los cadetes que la defendían que no ofreciesen resistencia para evitar el derramamiento de sangre. Vladímir Antónov-Ovséyenko encabezó la marea de tropas que ocupó rápidamente la habitación y declaró el arresto de los ministros. En nombre del Gobierno, Konoválov declaró su sometimiento a la fuerza a las 2:10 a. m. del 26 de octubrejul./ 8 de noviembre de 1917greg.. Se arrestó a todos los ministros a excepción de Kérenski y Prokopóvich, que no se encontraban presentes en el Palacio. Para entonces la ciudad se hallaba completamente bajo el control del Sóviet de Petrogrado y el Congreso de los Sóviets ya había comenzado. Se condujo a los ministros a pie hasta la Fortaleza de San Pedro y San Pablo y los comisarios del CMR tuvieron que formar una guardia especial de marinos y soldados para protegerlos de la muchedumbre que se agolpaba a las puertas del Palacio y amenazaba con lincharlos, especialmente cuando se conoció que Kérenski no había sido capturado.
Las películas y los cuadros que reflejaron el asalto mostraron un gran ataque al Palacio de Invierno y una lucha feroz cuando, en realidad, los insurgentes bolcheviques encontraron poca resistencia y pudieron penetrar sin mucha dificultad en el edificio y tomarlo. En su mayor parte, el alzamiento en Petrogrado se efectuó sin derramamiento de sangre y en un ambiente de normalidad general en la capital. Se calcula que en el asalto murieron únicamente cinco marinos y un soldado de entre los atacantes y que los defensores no sufrieron bajas mortales.

### El Segundo Congreso de los Sóviets y el golpe bolchevique

#### La primera sesión: retirada de los moderados y disensión socialista

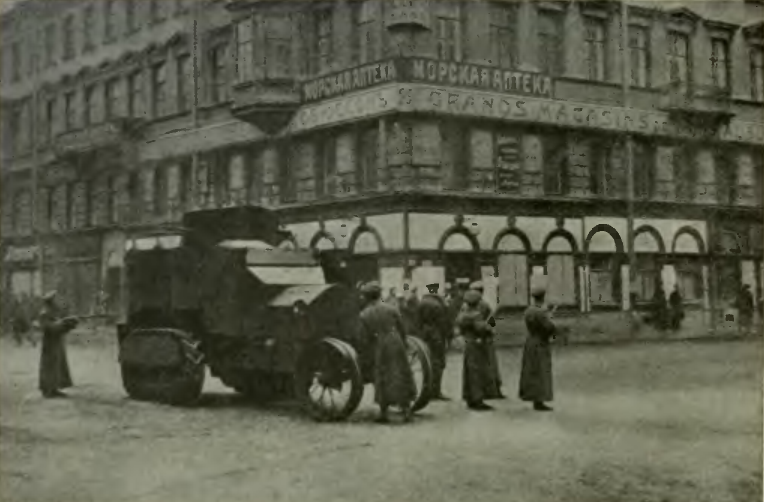
Tropas favorables al Comité Militar Revolucionario en las calles de Petrogrado.

Entretanto, el mismo día 25 de octubrejul./ 7 de noviembregreg., a las 10:40 p. m., se inauguraba el Segundo Congreso Panruso de los Sóviets de Diputados de los Obreros y Soldados con casi nueve horas de retraso. Los bolcheviques habían tratado de tomar la sede del Gobierno provisional antes de la apertura del congreso, pero los delegados, incapaces de esperar más, forzaron su comienzo.
Al Segundo Congreso de los Sóviets acudieron unos 670 delegados electos, de los cuales 300 eran bolcheviques y cerca de cien eran socialrevolucionarios de izquierda, que también apoyaron el derrocamiento del Gobierno de Kérenski. El apoyo a los bolcheviques había crecido espectacularmente en los últimos meses antes del congreso, aunque no contaban con mayoría absoluta entre los delegados. La primera tarea del congreso fue la elección de una nueva presidencia; los bolcheviques propusieron una representación proporcional a las delegaciones, con catorce bolcheviques, siete socialrevolucionarios, tres mencheviques y un menchevique internacionalista (Mártov), que se aprobó en una bulliciosa votación. Se nombró a Kámenev presidente del congreso. Tras presentar el orden del día que deseaban tratar los bolcheviques —formación de un nuevo Gobierno, acciones para acabar con la guerra y la convocatoria de la Asamblea Constituyente—, Kámenev cedió la palabra a Mártov.

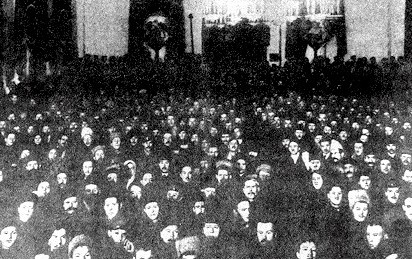
Delegados del Segundo Congreso de los Sóviets.

Poco después de comenzar la sesión, los delegados oyeron los disparos de la fortaleza capitalina contra el Palacio de Invierno. Inicialmente, el congreso aprobó por unanimidad la propuesta del dirigente menchevique internacionalista Yuli Mártov de proclamar un Gobierno democrático conjunto de todos los partidos que formaban parte del Sóviet de Petrogrado, con el fin de evitar un mayor derramamiento de sangre. La propuesta recibió el apoyo de Anatoli Lunacharski en nombre de los bolcheviques y de Serguéi Mstislavski por los socialrevolucionarios de izquierda.
Sin embargo, al saberse que el Gobierno provisional había sido derrocado y que sus miembros —entre los cuales se encontraban los ministros socialrevolucionarios y mencheviques— estaban sitiados, algunos congresistas de estos partidos representados en el Sóviet de Petrogrado denunciaron estos hechos y abandonaron la sala en señal de protesta. Las principales fracciones de los socialrevolucionarios y de los mencheviques se oponían a las acciones de los bolcheviques, y decidieron unirse a la marcha convocada por el ayuntamiento de la capital hacia el Palacio de Invierno para mostrar su apoyo al Gobierno. La retirada de los moderados minó los esfuerzos de los socialrevolucionarios de izquierda, mencheviques internacionalistas y bolcheviques moderados a favor del acuerdo entre socialistas y facilitó el objetivo de Vladímir Lenin de formar un nuevo gobierno exclusivamente bolchevique.
Mártov trató de mantener el consenso y propuso la formación de un nuevo Consejo de Ministros aceptable para moderados y radicales y que el congreso se suspendiese hasta entonces. León Trotski aprovechó entonces para dirigirse a las fracciones que acababan de abandonar el congreso y a los partidarios del acuerdo con ellas, como Mártov, diciendo:

Lo que ha sucedido ha sido una insurrección, no una conspiración. Reforzamos la energía revolucionaria de los obreros y soldados de Petrogrado; forjamos la voluntad de las masas para la insurrección, no para la conspiración. Las masas populares siguieron nuestro estandarte y nuestra insurrección ha triunfado. Y ahora se nos dice: renunciad a vuestra victoria, haced concesiones, ceded. ¿Con quién?, pregunto. ¿Ante quién deberíamos ceder? ¿Con aquellos grupos acabados que nos han abandonado o con los que realizan esta propuesta? Pero ya los conocemos, nadie en Rusia los respalda ya... No, en esto no hay acuerdo posible. A aquellos que se han ido y a los que nos dicen esto les respondemos: sois unos pobres acabados, vuestro papel ha terminado, id a donde os corresponde, al vertedero de la historia.

La mayoría de los mencheviques internacionalistas de Mártov abandonaron también el congreso al ver sus propuestas de concordia entre los partidos socialistas rechazadas por el ala radical de los bolcheviques representada por Trotski. Trotski logró la inmediata condena de los moderados que acababan de abandonar el congreso y tachó su actitud de contrarrevolucionaria. Los socialrevolucionarios de izquierda, al contrario que otras fracciones, permanecieron en el congreso con el objetivo de tratar de moderar la postura de los bolcheviques y lograr un acuerdo entre los diversos socialistas. La noticia de la caída del Palacio de Invierno y los informes que llegaron de las diversas unidades militares desataron la euforia entre los delegados. Entre ellas, el 3.er batallón de ciclistas, llamado desde el frente suroeste por Kérenski, se había pasado al Sóviet de Petrogrado y la cercana guarnición de Tsárskoye Seló había prometido proteger la capital de posibles ataques. Krilenko comunicó que en el frente norte se había formado un Comité Militar Revolucionario que había rescindido las órdenes de marcha contra la capital y que el general al mando de ese frente, Cheremísov, había admitido la autoridad del comité.
 Una tras otra, las unidades enviadas desde el frente para aplastar el levantamiento estaban comunicando su apoyo al Comité Militar Revolucionario de Petrogrado.
La lectura de la proclamación que anunciaba la toma del poder redactada por Lenin, que aún no había acudido al congreso, correspondió a Lunacharski. En ella no solo se anunciaba la toma del poder por el congreso, sino también el programa fundamental del nuevo Gobierno:

El Gobierno soviético propondrá inmediatamente una paz democrática a todas las naciones y el establecimiento de un armisticio inmediato en todos los frentes. Asegurará el traspaso de la tierra de los terratenientes, de la Corona y de los monasterios a los comités campesinos sin compensación; protegerá los derechos de los soldados mediante la introducción de una democracia completa en el Ejército; establecerá el control obrero de la producción; asegurará la convocatoria de la Asamblea Constituyente en la fecha fijada; se encargará de abastecer de pan las ciudades y de productos básicos a los pueblos; garantizará a todas las naciones que pueblan Rusia un genuino derecho de autodeterminación.

El Congreso decreta que todo el poder en las poblaciones pasará a los Sóviets de los diputados de obreros, soldados y campesinos.

Se aprobó el decreto con únicamente dos votos negativos y doce abstenciones. Al amanecer los delegados, agotados, levantaron la sesión para poder dormir brevemente. Mientras, los socialistas que se habían retirado del Congreso y se oponían a la toma del poder formaron un Comité para la Salvación de la Patria y la Revolución, el primer centro de oposición al nuevo Gobierno. El Comité denunció las acciones de los bolcheviques, solicitó el apoyo de la población y anunció su intención de formar un nuevo Gobierno. Los kadetes, a pesar de su oposición a los bolcheviques, no ingresaron en la nueva organización y continuaron defendiendo la legitimidad del desaparecido Gobierno provisional.

#### La segunda sesión: formación delSovnarkomy decretos revolucionarios
Al día siguiente, somnolientos delegados de todos los partidos socialistas volvieron a reunirse para tratar la composición del nuevo Consejo de Ministros; el Comité central bolchevique decidió la composición del nuevo gobierno denominado Consejo de Comisarios del Pueblo (Sovnarkom, Soviet Naródnyj Komissárov) —comisario fue el nombre que Trotski propuso para los nuevos ministros— y ofreció tres puestos a los socialrevolucionarios de izquierda, que prefirieron no participar si no conseguían que también lo hiciesen el resto de partidos.
En la segunda sesión celebrada la noche del 26 de octubrejul./ 8 de noviembregreg., Lenin presentó una serie de mociones para consolidar su posición: el Decreto sobre la Paz, el Decreto sobre la Tierra y la formación del nuevo Gobierno. El primero, similar a las propuestas originales de los defensistas rusos, reclamaba el comienzo de negociaciones de paz inmediatas entre las naciones beligerantes con el fin de lograr un fin de las hostilidades que no conllevase indemnizaciones ni anexiones. Debía servir tanto para ganarse las simpatías de los soldados como para tratar de avanzar hacia el fin de la contienda. El Decreto de la tierra ratificó las acciones de los campesinos que se habían apropiado por toda Rusia de las tierras de la aristocracia y de los kuláks, que habían distribuido. La propiedad de la tierra quedaba abolida y los terrenos pasaban a manos de los sóviets para ser distribuidos entre los campesinos de acuerdo a sus necesidades. El decreto se basaba principalmente en el programa político de los socialrevolucionarios de izquierda. El decreto garantizaba a los bolcheviques el apoyo de estos y además facilitaba la legitimación del nuevo Gobierno ante el campesinado.

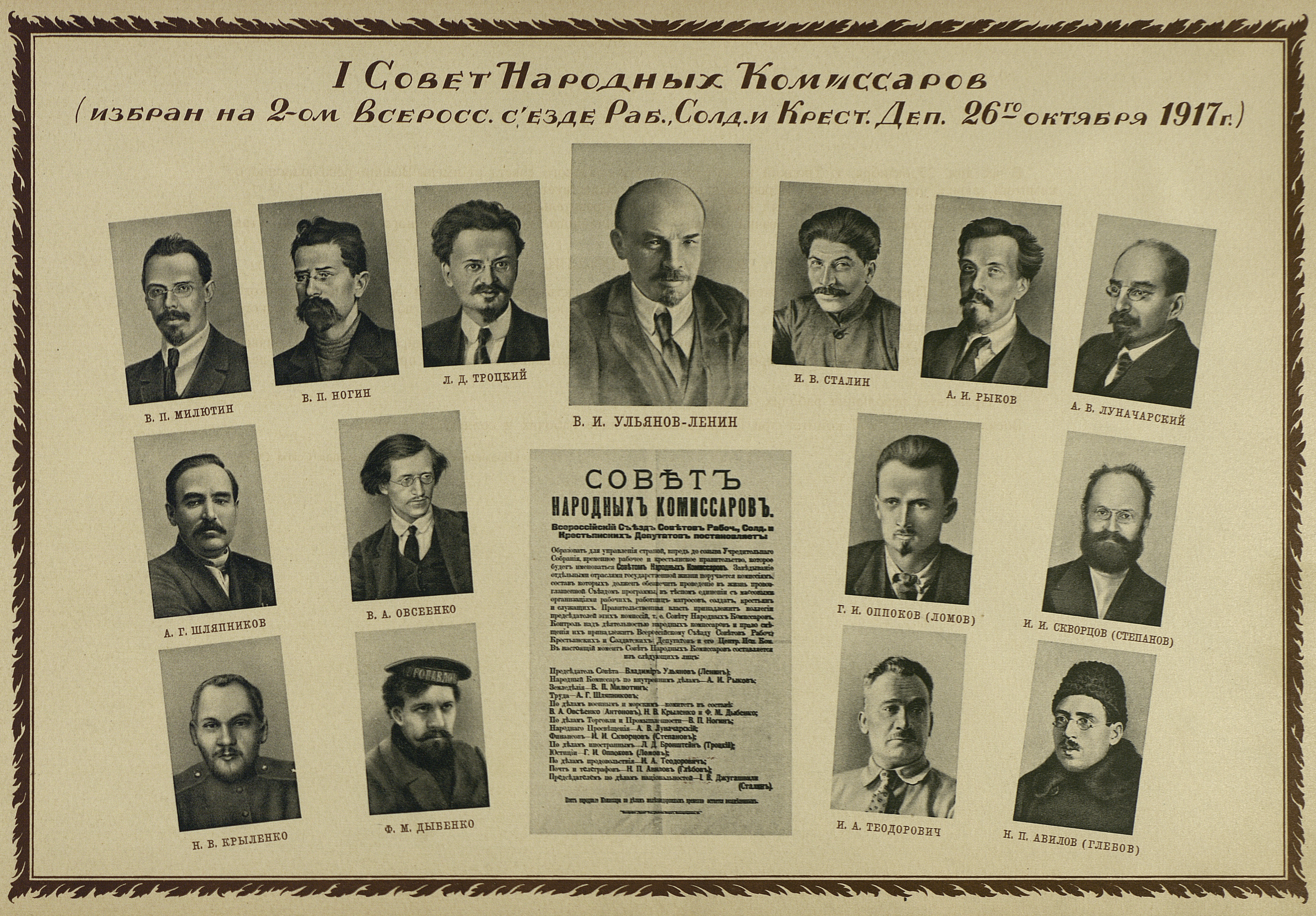
Comisarios del Pueblo elegidos en el Segundo Congreso Panruso de los Soviets, 8 de noviembre de 1917

Antes de clausurarse, el Congreso eligió un nuevo Gobierno y un nuevo Comité Ejecutivo Central Panruso (VTsIK). El nuevo VTsIK quedó encabezado por el bolchevique moderado Kámenev y compuesto por 62 bolcheviques, 29 socialrevolucionarios de izquierda, seis mencheviques internacionalistas y cuatro miembros de otros partidos menores. El intento de los líderes bolcheviques con una postura intermedia, como Trotski —entre los leninistas, partidarios de un alzamiento bolchevique inmediato, y los moderados, partidarios de la formación de un nuevo Gobierno exclusivamente socialista sin participación de los liberales— que decidieron utilizar el prestigio y las organizaciones subordinadas a los sóviets para derrocar al Gobierno provisional y hacerse con el poder, había triunfado. A las 5 a. m. del día siguiente, el Congreso legitimó al Consejo de Comisarios del Pueblo como base de un nuevo Gobierno, hasta la formación de la Asamblea Constituyente Rusa.
De acuerdo con el Decreto adoptado por el Segundo Congreso, el Consejo de Comisarios del Pueblo se declaraba como "provisional hasta la formación de la Asamblea Constituyente". Pero poco después de la supresión de la Asamblea Constituyente Rusa, elegida demócraticamente el 25 de noviembre de 1917, el Tercer Congreso Panruso de los Sóviets resolvió expurgar todas las referencias al carácter provisional del Consejo de Comisarios del Pueblo, así como a la Asamblea Constituyente misma, de todas las nuevas ediciones de decretos y leyes, legitimando de esta manera la disolución de la Asamblea Constituyente por los bolcheviques.
Todos los comisarios gubernamentales eran miembros del Partido bolchevique, ya que los socialrevolucionarios de izquierda finalmente se negaron a formar parte de un Gobierno que no fuese de coalición con el resto de fuerzas socialistas y estas se habían retirado del Congreso. Lenin presidía el nuevo Consejo de Comisarios del Pueblo (Sovnarkom) en el que Trotski ocupaba la Comisaría de Exteriores, Lunacharski, la de Educación; Rýkov, la de Interior; Noguín, la de Comercio e Industria; Shliápnikov, la de Trabajo; Miliutin, la de Agricultura; Skvortsov, la de Finanzas; Lómov, la de Justicia; Teodoróvich, la de Abastecimiento; Avílov, la de Correos y Telégrafos; Stalin, la de Nacionalidades. Por último, las fuerzas armadas quedaban bajo la dirección de un triunvirato formado por Vladímir Antónov-Ovséyenko, Pável Dybenko y Nikolái Krylenko. A continuación, una vez elegido el nuevo VTsIK, el Segundo Congreso de los Sóviets quedó clausurado.

### Oposición al golpe, conversaciones entre socialistas y afianzamiento bolchevique en Petrogrado
A pesar de la toma de control de la capital, los choques armados principales entre defensores y opositores a la revolución tuvieron lugar durante los cinco días siguientes. La revuelta militar contra el nuevo Gobierno de los que se le oponían en la capital en la mañana del 29 de octubrejul./ 11 de noviembre de 1917greg., descubierta antes de que se pudiese coordinar con un ataque desde los alrededores de la capital de las tropas fieles al derrotado Gobierno provisional, fracasó.
El mismo día que se clausuraba el Segundo Congreso Panruso de los Sóviets, el 27 de octubrejul./ 9 de noviembregreg., Lenin partía a las 2 a. m. de este para reunirse con el Comité Militar Revolucionario de Petrogrado con el fin de dirigir la defensa de la ciudad de las escasas tropas cosacas que Kérenski había conseguido reunir para marchar sobre Petrogrado y que, a pesar de su número, avanzaban sin encontrar resistencia y se hallaban ya en Gátchina, en los alrededores de la capital. A pesar de sus esfuerzos, el alto mando ruso fue incapaz de reforzar a los setecientos cosacos que marchaban con Kérenski.
En mitad de la lucha por el control de la capital y de Moscú, el sindicato nacional de ferroviarios, Vikzhel, forzó a los distintos partidos socialistas a negociar la formación de un Gobierno de coalición, objetivo que compartían además numerosos diputados del VTsIK, incluida la corriente bolchevique moderada encabezaba por Kámenev, los socialrevolucionarios de izquierda o los mencheviques internacionalistas de Mártov. Los partidos se sometieron ante la amenaza de parálisis de sus fuerzas por parte de los ferroviarios, pero estos no lograron imponer un alto el fuego entre los bandos enfrentados; mencheviques y socialrevolucionarios exigieron un Gobierno sin Lenin ni Trotski. Ausentes estos del comité central por las necesidades militares, los moderados aprobaron en principio las condiciones de los partidos de oposición y enviaron delegados de la corriente moderada a las negociaciones, en las que participaron una treintena de socialistas. Estos se mostraron al comienzo inflexibles, ya que confiaban en un rápido derrocamiento de los bolcheviques, pero el fracaso de las acciones militares les obligó a moderar su posición. Los delegados bolcheviques se mostraron dispuestos a aceptar las nuevas exigencias de la oposición: ampliación del VTsIK y fin de los combates, pero Lenin hizo que el Sovnarkom se arrogase el derecho a gobernar por decreto. En una nueva reunión del comité central el 1 de noviembrejul./ 14 de noviembregreg. con Vladímir Lenin y Trotski otra vez presentes, el comité rechazó la moción de Lenin de romper inmediatamente las conversaciones, pero aprobó la de Trotski de celebrar únicamente una nueva sesión para mostrar su inutilidad. Lenin arremetió contra la corriente moderada y amenazó con escindir el partido; tres días más tarde, cinco moderados miembros del comité central dimitían por la actitud de Lenin contra la coalición tanto del comité como de sus ministerios, junto con otros partidarios del acuerdo con los otros partidos socialistas. Temerosos de que la única manera de sostenerse en el poder sin un pacto sería el terror, dimitieron, al igual que hicieron los socialrevolucionarios de izquierda del CMR. El 7 de noviembrejul./ 20 de noviembregreg., se celebró la última ronda de conversaciones, de la que se ausentaron los bolcheviques; mientras, estos lograban por 29 votos a 23 que el VTsIK aprobase el gobierno por decreto del Sovnarkom. Una vez pasada la amenaza militar contra la capital y con Lenin y Trotski de vuelta en el Comité central, la posición bolchevique se había endurecido y las negociaciones fracasaron.
Una vez con el control del gobierno del Sovnarkom en sus manos, Lenin se avino a realizar concesiones para recuperar la alianza con otros partidos: tras dos semanas de conversaciones los socialrevolucionarios de izquierda ingresaron en el Gobierno (9 de diciembrejul./ 22 de diciembregreg.) y obtuvieron tres comisariados (Agricultura, Correos y Telégrafos y Justicia). Este acuerdo hizo que los bolcheviques que habían dimitido por el fracaso de las conversaciones de coalición reingresasen en el partido. La coalición se mantuvo hasta la aceptación del Tratado de Brest-Litovsk, que los socialrevolucionarios rechazaron, aunque el enfrentamiento final tuvo lugar en el verano de 1918.
El 14 de noviembrejul./ 27 de noviembregreg., los restos del Congreso Panruso de los Sóviets campesinos, del que los socialistas moderados se habían retirado, aprobaron la unión con el VTsIK de los Sóviets de soldados y obreros.

## La extensión de la Revolución
En las ciudades más industrializadas y localidades donde los partidos radicales de izquierda controlaban el sóviet local el traspaso de poder se realizó rápidamente. A menudo la fuerza necesaria para asegurarlo la proporcionaron las unidades locales de guardias rojos o de soldados de las guarniciones. Este patrón lo siguieron principalmente las ciudades industrializadas del país al norte y este de Moscú y los Urales. En otras ciudades donde existía una oposición apreciable, como en las del Volga central, la propia Moscú o algunas ciudades cercanas, la implantación del nuevo Gobierno fue más lenta y en ocasiones tardó casi una semana desde los acontecimientos de Petrogrado.
Pocos días después de la toma del poder en la capital, la región adyacente reconoció al nuevo Gobierno: tanto el 1.er Ejército como los marinos del Báltico, la retaguardia del frente norte, la parte septentrional del occidental y parte de Estonia y Letonia lo hicieron, ganando en seguridad y respaldo militar. A mediados de noviembre, con el control definitivo de Moscú, el Sovnarkom controlaba aproximadamente una franja de territorio desde Petrogrado y el frente hasta el Volga y los Urales —aunque con zonas todavía incontroladas— y algunas localidades aisladas en otras zonas. Por esas fechas, acabó la primera fase de la extensión del Gobierno bolchevique, que solo se reanudó dos semanas más tarde. Una vez tomado el poder en aquellas localidades donde el sóviet local estaba en manos de bolcheviques o socialrevolucionarios de izquierda, la segunda fase de extensión del nuevo Gobierno duró alrededor de dos meses marcados por disputas políticas y expediciones militares enviadas por ferrocarril desde Moscú o Petrogrado para someter nuevos territorios. Las luchas de este periodo se centraron en las poblaciones al sur de Moscú, del este de Ucrania (véase Guerra de independencia de Ucrania), en el frente suroeste y en amplias regiones de Siberia y Asia central.
A comienzos de 1918, el nuevo Gobierno contaba con el respaldo o la aquiescencia del Ejército y el control de la mayoría de las principales ciudades y las capitales provinciales del centro del país y autoridad teórica sobre la mayoría del territorio del antiguo imperio. Esta autoridad era, no obstante, débil en las provincias.

### Acontecimientos en Moscú
Como en la capital, en Moscú la oposición política al golpe la encabezó el Partido Social-Revolucionario (PSR), pero la lucha por el poder en la ciudad fue mucho más encarnizada que en Petrogrado. El enfrentamiento fue prolongado y, según Bujarin, costó alrededor de cinco mil víctimas.
El PSR moscovita, más cohesionado y conservador, aunque de menor tamaño que el de la capital, se opuso con tenacidad a la toma del poder por los bolcheviques, encabezado por el alcalde de la ciudad V. V. Rúdnev, que había logrado una gran victoria electoral en junio. Más cercano a los liberales que a su pasado socialrevolucionario, Rúdnev era una de las figuras conservadoras del partido de la ciudad, favorables todas a la coalición con los kadetes y con los Aliados. Por su parte, los bolcheviques locales no se hallaban preparados para tomar el poder: controlaban el Sóviet de obreros, pero no el de soldados, la Guardia Roja no estaba lista y no existía una Comisión Militar Revolucionaria como en la capital. Además, los principales dirigentes bolcheviques de Moscú, Alekséi Rýkov y Víktor Noguín pertenecían a la corriente moderada que se había opuesto a la toma del poder.
En vísperas de la Revolución, el poder en Moscú, estaba dividido entre el ayuntamiento, controlado por los socialrevolucionarios, el sóviet de trabajadores, ya con mayoría bolchevique, el sóviet de soldados, todavía en manos del PSR, pero con una influencia cada vez mayor de los bolcheviques, y las juntas de distrito, la más de ellas dominadas también por los bolcheviques. Cuando se conocieron las noticias de la capital sobre la toma del poder por los bolcheviques las partes no deseaban continuar el enfrentamiento en Moscú, pero tanto el ayuntamiento como el Sóviet local crearon organismos militares (el Comité de Seguridad Pública y el Comité Militar Revolucionario, respectivamente). El Comité de Seguridad se formó en el ayuntamiento de la ciudad e incluyó a entes bajo el control socialrevolucionario o menchevique, como el comité ejecutivo del Sóviet de soldados o el de campesinos de la provincia. El comité rechazó la propuesta del único ministro del Gobierno provisional aún en libertad, S. N. Prokopóvich, de incluirlo en el Gobierno en lugar de los ministros presos en Petrogrado y dejó el mando de las operaciones militares en manos del gobernador militar de la ciudad, el coronel K. I. Riábtsev. Los intentos del PSR local de movilizar militarmente a sus partidarios fracasó; el partido había perdido el respaldo de la mayoría de soldados y obreros de la ciudad y no pudo crear una fuerza militar fiable a sus órdenes. El grueso de las fuerzas opuestas a los bolcheviques lo formaban las academias militares, más importantes y cohesionadas que en Petrogrado. Muchos de los oficiales, sin embargo, se abstuvieron de participar en el enfrentamiento. La mayoría de la población mostró pasividad ante el choque entre los dos bandos. La policía tampoco respaldó a las autoridades municipales. Los bolcheviques, por su parte, lograron el apoyo de unos miles de guardias rojos voluntarios —principalmente obreros jóvenes— y el de la mayoría de la guarnición, aunque con notable tibieza. Ni uno solo de los regimientos de la ciudad apoyó al Gobierno provisional. Las ventajas bolcheviques radicaban en contar con superioridad numérica y artillería. Podían además valerse de los refuerzos provenientes de los centros industriales que rodeaban Moscú. En total, las fuerzas del comité municipal, entre cinco y diez mil hombres con abundantes ametralladoras, tuvieron que enfrentarse con entre cuarenta y cincuenta mil hombres del comité revolucionario y su artillería.
El 8 y 27 de octubrejul./ 9 de noviembregreg., tuvieron lugar negociaciones entre el coronel Riábtsev y los bolcheviques; el primero exigió la evacuación del Kremlin de Moscú y la disolución del comité militar revolucionario. El 25 de octubrejul./ 7 de noviembregreg., una unidad fiel al CMR había tomado el control de la central de telégrafos, de la oficina de correos y el Kremlin, con su arsenal, también lo controlaban partidarios del CMR. Los dos días de encarnizados combates comenzaron tras rechazar los bolcheviques las exigencias de sus adversarios. Riábtsev comenzó por atacar el Kremlin de Moscú la noche del 27 de octubrejul./ 9 de noviembregreg. tras rechazar sus defensores admitir una guardia de cadetes a la fortaleza. En general el centro de la ciudad quedó en manos del Comité de Seguridad Pública, mientras que los suburbios industriales se hallaban controlados por su rival.
El 28 de octubrejul./ 10 de noviembregreg., las fuerzas del comité municipal capturaron el Kremlin. Algunos de los defensores fueron ametrallados en una de las primeras matanzas del periodo revolucionario. Los intentos de romper el bloqueo al centro de la ciudad fracasaron debido al apoyo proletario a los bolcheviques. La noche del día 11, se proclamó una tregua gracias en parte a Vikzhel, el comité ejecutivo nacional de ferroviarios. Las dos partes aceptaron el alto el fuego a la espera de recibir refuerzos que les concediesen la victoria. Mientras que el comité revolucionario sí que logró los esperados refuerzos, no sucedió lo mismo con su rival. Los socialrevolucionarios no lograron, en general, detener el envío de refuerzos bolcheviques a Moscú: dos mil voluntarios al mando de Mijaíl Frunze llegaron desde la provincia de Vladímir, quinientos marinos de Petrogrado y al día siguiente mil doscientos marinos y guardias rojos llegaron también a Moscú. Las promesas de apoyo al Comité de Seguridad del mando del frente occidental apenas se tradujeron en la llegada de ciento setenta y seis miembros de un batallón de choque: Kérenski trató de desviar hacia Petrogrado una parte de los refuerzos, otras fuerzas se negaron a participar y las ciudades bajo control bolchevique estorbaron el avance de otras. Finalmente la tregua benefició a los bolcheviques, mientras mencheviques y socialrevolucionarios de izquierda trataban de formar una fuerza independiente de los dos bandos enfrentados.
A pesar de las concesiones del Comité de Seguridad, forzadas por Vikzhel, el Comité militar revolucionario denunció la tregua al sentirse con fuerza para acabar con su rival gracias a los refuerzos recibidos y a la suerte de los combates en Petrogrado. Los enfrentamientos se retomaron la noche del 12 de noviembre y continuaron durante los tres días siguientes, con las fuerzas antibolcheviques ya a la defensiva. La resistencia de estas fue tenaz, hasta verse reducidas al ayuntamiento, la Academia militar Aleksándrov y el Kremlin. Un destacamento de Guardias rojos tomó el Kremlin de Moscú al asalto la mañana del 2 de noviembrejul./ 15 de noviembregreg. y linchó a algunos de los defensores como venganza por la matanza anterior. El alcalde solicitó finalmente el fin de los combates ese mismo día y se desarmó a los derrotados, aunque se los dejó en libertad; el Comité de Seguridad Pública quedó disuelto y todos los partidos socialistas negociaron los términos finales de la rendición que fueron, en general, magnánimos.

### La Revolución en Siberia
Con escasas excepciones, la recepción de la noticia de la toma del poder por los bolcheviques en Petrogrado no fue bien recibida en Siberia. En algunas ciudades (Omsk, Irkutsk...) hubo protestas en las calles, aunque en general reinó la indiferencia en la región. Poco a poco, sin embargo, las elecciones de los sóviets dieron mayorías favorables a los bolcheviques que se hicieron lentamente con el control en la zona. Los bolcheviques no se adueñaron de algunas localidades hasta febrero de 1918. Aunque los organismos públicos anteriores a los sóviets fueron en general muy críticos con la asunción de la autoridad gubernamental por los bolcheviques, no ofrecieron una resistencia efectiva.

### Las minorías nacionales y la Revolución
La Revolución aceleró las exigencias de independencia de las nacionalidades: en noviembre y diciembre, la mayoría declararon su autonomía o incluso su independencia de Rusia, lo que las enfrentó no solo a aquellos favorables al nuevo Gobierno soviético, sino a menudo también a la población rusa opuesta a este. El 2 de noviembrejul./ 15 de noviembre de 1917greg., el gobierno bolchevique había promulgado la Declaración de los derechos de los pueblos de Rusia que fue firmada por Vladímir Lenin y Iósif Stalin.
En el noroeste, el Parlamento de Finlandia declaró la independencia el 6 de diciembrejul./ 19 de diciembre de 1917greg. que el Gobierno de Lenin reconoció pasado un año el 4 de enerojul./ 17 de enero de 1918greg.. En Letonia, donde los socialdemócratas probolcheviques eran el principal partido, el futuro de la región se planteó dentro de una federación rusa; las unidades de Fusileros Letones eran una de las principales formaciones que respaldaban al Gobierno leninista. En Estonia, nacionalistas y prosoviéticos se enfrentaron hasta la ocupación del territorio por tropas alemanas en febrero de 1918.
En el suroeste, la situación en Ucrania era extraordinariamente compleja, con diversos bandos disputándose el control de la región. Al comienzo, los prosoviéticos y la Rada Central Ucraniana mantuvieron una alianza inestable contra sus adversarios y esta promulgó su Tercera «universal» (20 de noviembrejul./ 3 de diciembre de 1917greg.), en la que proclamó su autoridad en la región, aunque no aún la independencia, sino solamente la autonomía, en el seno de una Rusia federal. En el transcurso de la guerra de independencia de Ucrania, el envío de tropas gubernamentales a la zona para tomar la República Popular Ucraniana así como el temor del Gobierno de Petrogrado a una alianza ucraniano-cosaca empeoraron las relaciones entre Petrogrado y Kiev. La Rada declaró finalmente la independencia el 9 de enerojul./ 22 de enero de 1918greg., pero los soviéticos tomaron poco después Kiev, aunque no consiguieron el control de la región que quedó envuelta en una guerra con numerosos beligerantes.
En Transcaucasia, la mayoría de los dirigentes armenios, georgianos y azeríes no aceptaron el nuevo Gobierno. El 25 de noviembrejul./ 8 de diciembre de 1917greg., se creó el Comisariado Transcaucásico como Gobierno provisional hasta la convocatoria de la Asamblea Constituyente Rusa. Tras la disolución de esta por el Gobierno bolchevique, el 22 de abril de 1918 fue constituida la República Democrática Federal de Transcaucasia. A la disolución de esta le siguieron la formación de la República Democrática de Georgia, República Democrática de Armenia y República Democrática de Azerbaiyán.
En las regiones con población cosaca se concentró una parte importante de la oposición al Gobierno de Lenin; las autoridades cosacas en Ekaterinodar en el Kubán y en Oremburgo en Asia Central consiguieron evitar el control bolchevique, a pesar de no contar con gran apoyo. La región del bajo Don se convirtió en refugio de militares y políticos hostiles a los bolcheviques y cuna del más formidable adversario de estos durante la guerra civil, el Ejército de Voluntarios.
En Asia Central, los dirigentes locales, a menudo religiosos y conservadores, se opusieron al nuevo Gobierno; en Taskent los radicales rusos (sin el apoyo de la población autóctona) proclamaron el poder soviético, pero quedaron aislados. Los dirigentes conservadores instauraron un Gobierno rival en Kokand. Más al norte, en otras regiones con población musulmana, los movimientos nacionalistas ganaron poder y declararon su autonomía en espera de las decisiones de la Asamblea Constituyente.
En general, el control del Gobierno de Lenin sobre los territorios con minorías era escaso o inexistente, concentrado a menudo en un puñado de ciudades aisladas. Organizaciones nacionalistas tomaron el control en la mayoría y optaron sobre todo por la autonomía en un nuevo Estado federal.

### El Ejército y la Revolución
Aunque favorables en general a un Gobierno soviético, las tropas solían preferir uno de coalición socialista y no exclusivamente bolchevique. Aun así, aprobaban las primeras medidas adoptadas por el Gobierno de Vladímir Lenin; gracias a los numerosos congresos en las diversas unidades, bolcheviques y socialrevolucionarios de izquierda lograron hacerse finalmente con el respaldo mayoritario de las tropas entre noviembre y diciembre. Aunque el apoyo fue más decidido en los frentes cercanos a la capital que en los más alejados, a final de año el Ejército en su conjunto había aceptado al nuevo Gobierno y sus adversarios no podían contar con las unidades militares para oponérsele.
Los dirigentes bolcheviques eran conscientes de que era crucial acabar con la guerra para poder mantenerse en el poder. Al desdeñar los demás países el decreto de paz, el Sovnarkom ordenó el 7 de noviembrejul./ 20 de noviembregreg. el comienzo de las negociaciones para un armisticio con Alemania; el comandante en jefe en funciones, el general Nikolái Dujonin, se negó y fue relevado. Se indicó a los regimientos que eligiesen delegados para empezar las negociaciones con las unidades opuestas de los Imperios Centrales. Para cuando se firmó el armisticio oficial el 2 de diciembrejul./ 15 de diciembre de 1917greg., la mayoría de las unidades hacía tiempo que habían alcanzado acuerdos locales con las unidades enemigas; el armisticio oficial puso final en la práctica a la guerra en el frente oriental. Esto legitimó al nuevo Gobierno ante los soldados, que veían así cumplido su deseo de poner fin a los combates y volver a sus casas; la desmovilización comenzó antes de que terminase el año. El día anterior, el Gobierno había declarado electivos los puestos de oficiales, había abolido los títulos y las charreteras de los oficiales y había traspasado la autoridad militar a los comités electos.

## Primeras medidas
Revolución social a la vez que política, los nuevos comisarios se apresuraron a aprobar una notable cantidad de leyes que afectaron a la sociedad y a la economía rusa. Al Decreto sobre la Tierra aprobado el 26 de octubrejul./ 8 de noviembre de 1917greg., lo siguió la aprobación de la jornada de ocho horas el 29 de octubrejul./ 11 de noviembregreg., una de las mayores aspiraciones obreras; el 2 de noviembrejul./ 15 de noviembregreg., la «Declaración de los derechos de los pueblos de Rusia» que abrogó la discriminación por nacionalidad y religión y confirmó el derecho de autodeterminación; el 10 de noviembrejul./ 23 de noviembregreg. quedaron abolidos los títulos y rangos sociales; el traspaso de las escuelas religiosas al Comisariado del Pueblo de Educación se aprobó el 11 de noviembrejul./ 24 de noviembregreg., la sustitución de los antiguos tribunales de justicia por otros elegidos o nombrados por los sóviets el 22 de noviembrejul./ 5 de diciembregreg. y los decretos del 16 de diciembrejul./ 29 de diciembregreg. y 18 de diciembrejul./ 31 de diciembregreg. declararon el matrimonio, el divorcio y el registro de nacimientos y defunciones procedimientos civiles. Se abolió la distinción entre hijos legítimos y no legítimos para que todos los niños fueran iguales ante la ley. Se promulgó la igualdad legal de los sexos y el derecho a solicitar el divorcio por cualquiera de las partes sin necesidad de explicar sus motivos. A comienzos de 1918, se proclamó la separación de Iglesia y Estado y se adoptó el calendario gregoriano (1 de febrerojul./ 14 de febrerogreg.). Se prohibió a las asociaciones religiosas e iglesias poseer bienes.
El espíritu reformista se declaró desde los primeros días: el nuevo comisario de Educación, Anatoli Lunacharski, expresó su intención de alfabetizar a la población en poco tiempo. A finales de noviembre, se anunció la intención del Gobierno de instaurar una seguridad social que cubriese desempleo, enfermedad, jubilación o discapacidad.

### La ciudad y el campo
Mientras que en las ciudades la necesidad de mantener el apoyo de los obreros forzó a los dirigentes bolcheviques a acelerar el traspaso de la gestión de la industria a estos (el control obrero de las fábricas se legalizó el 14 de noviembrejul./ 27 de noviembregreg.) —la mayoría, incluyendo al propio Lenin, preferían un ritmo más lento y la supervisión inicial de los antiguos gerentes en vez de su sustitución—, en el campo el decreto de la tierra legitimó y aceleró la reforma agraria, que quedó en manos de los ayuntamientos. Aparte de esto, la Revolución tuvo escaso efecto inmediato en el agro ruso. El reparto de tierras, sin embargo, agudizó el desabastecimiento, ya que eran las grandes fincas las principales comercializadoras de productos agrícolas; los intentos de mejorar el suministro de las ciudades mediante el trueque de productos manufacturados no resolvieron el problema y el Gobierno tuvo que enviar destacamentos armados al campo para aumentar el flujo de alimentos a las ciudades a la vez que reducía las raciones, como había hecho el Gobierno provisional anteriormente. El empeoramiento de la situación económica a pesar de las mejoras políticas (supervisión obrera de la industria por ley), llevó a una temprana desilusión del proletariado urbano. La crisis económica y sus propias preferencias ideológicas favorecieron la adopción de medidas centralizadoras y autoritarias por parte del Gobierno.
En diciembre fracasó una huelga nacional de funcionarios y a comienzos de 1918 los bolcheviques controlaban ya la administración pública, lo que favoreció la consolidación de su gobierno. Inmediatamente después de la toma del poder, varios viceministros comenzaron a reunirse clandestinamente en el apartamento de Sofía Pánina, ex viceministra de Educación, como Gobierno alternativo que trató de estorbar las medidas del Sovnarkom y evitar que los fondos públicos cayesen en sus manos y favorecer la resistencia de los funcionarios. A finales de noviembre, sin embargo, la mayoría de los miembros del antiguo Gobierno todavía en libertad abandonaron Petrogrado y poco después el Sovnarkom disolvió el Comité para la Salvación de la Patria y La Revolución.
El 2 de diciembrejul./ 15 de diciembregreg. se creó el Consejo Económico Supremo para coordinar la actividad económica nacional, con capacidad de nacionalizar industrias. El 14 de diciembrejul./ 27 de diciembregreg., se nacionalizaron los bancos y, al día siguiente, se confiscó todo el oro en manos privadas y el 23 de diciembre de 1917jul./ 5 de enero de 1918greg., se prohibió el comercio de acciones y el pago de dividendos. Un mes más tarde, el 28 de enerojul./ 10 de febrerogreg., el Gobierno rechazó pagar la deuda estatal.

### Hacia la guerra civil

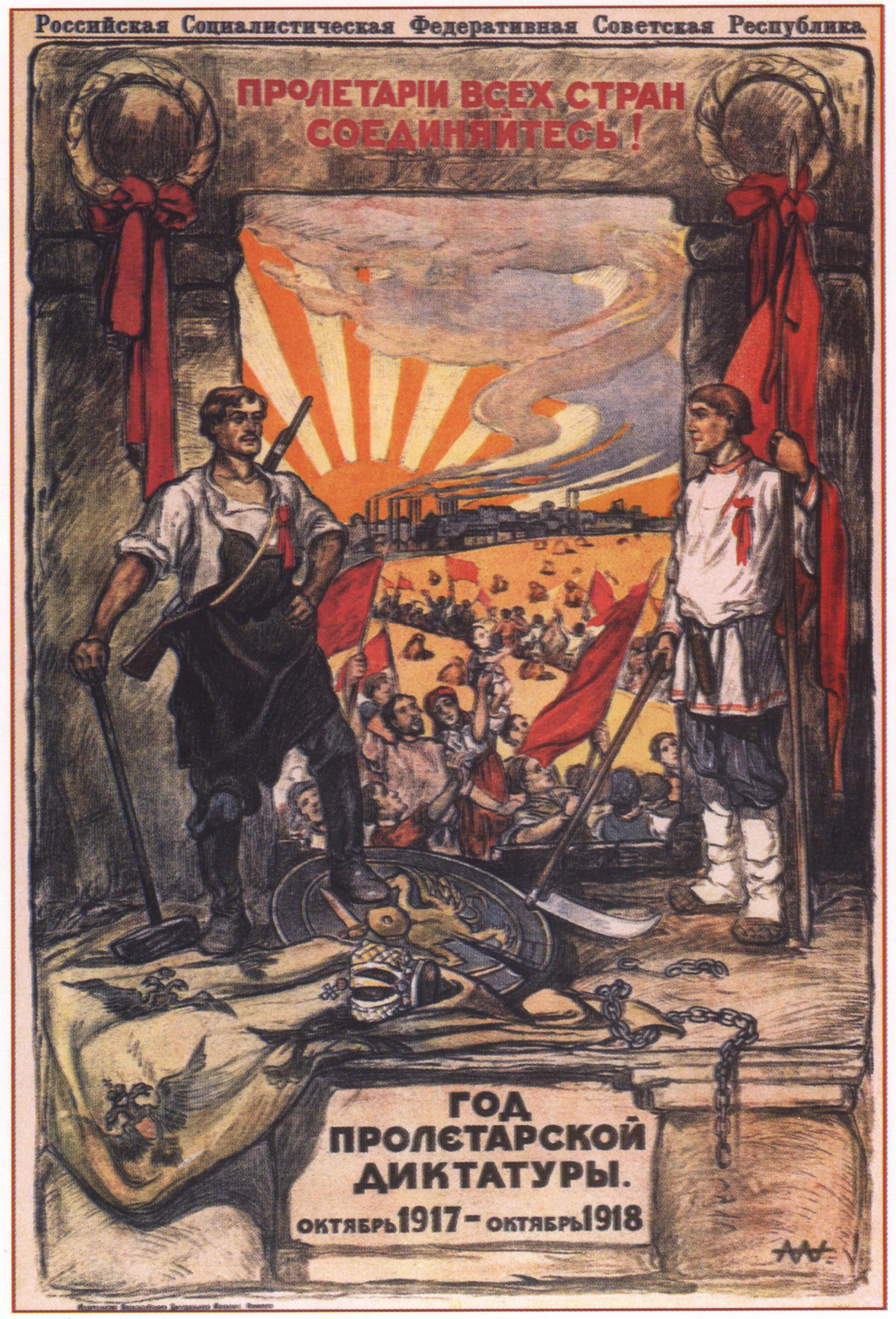
Cartel de propaganda bolchevique obra de Aleksandrs Apsitis conmemorando el primer aniversario de la Revolución de Octubre.

El Gobierno de Vladímir Lenin aplicó rápidamente tras la toma del poder las primeras medidas represivas que marcarían profundamente el nuevo periodo. El 27 de octubrejul./ 9 de noviembre de 1917greg., el Sovnarkom aprobaba su primera ley: la censura de la prensa, justificándose aludiendo a la lucha contra los enemigos de la contrarrevolución. Tanto el Gobierno como la Comisión Militar Revolucionaria utilizaron la fuerza contra los opositores y los sospechosos de serlo. Los intentos de los socialrevolucionarios de izquierda y de algunos bolcheviques de eliminar la represión fueron rechazados, lo que llevó al alejamiento temporal de los primeros del Gobierno y a la dimisión de cuatro comisarios del pueblo bolcheviques.
Poco después de las elecciones a la Asamblea Constituyente en las que el Partido Democrático Constitucional había obtenido muy buenos resultados en Petrogrado y Moscú, los bolcheviques trataron de detener a algunos de sus dirigentes más destacados y se destruyeron sus oficinas en la capital. El 28 de noviembrejul./ 11 de diciembregreg., el Gobierno ordenó la detención de algunos destacados kadetes, tachados de «enemigos de pueblo», y el partido fue prohibido. El aumento de la represión, criticado infructuosamente por algunos miembros del Comité Ejecutivo Central Panruso (VTsIK), condujo a la necesidad de crear un órgano especializado para tal fin: el 6 de diciembrejul./ 19 de diciembregreg., el Gobierno y el propio Lenin encargaron a Feliks Dzerzhinski la redacción de propuestas para luchar contra los «saboteadores y contrarrevolucionarios». Al día siguiente, el Gobierno aprobó sus propuestas y creó la Comisión Especial para la Lucha contra el Sabotaje y la Contrarrevolución (Cheka), el principal instrumento del terror político y germen de la futura policía política. Se crearon tribunales revolucionarios, formados por un juez y seis jurados elegidos por los sóviets, para tratar los delitos considerados contrarrevolucionarios.
Las relaciones con las potencias Aliadas fueron malas desde el principio; los Aliados no reconocieron el nuevo Gobierno y se indignaron por el rechazo de Lenin a pagar la deuda rusa. A finales de 1917 y comienzos de 1918, se sucedieron pequeños incidentes diplomáticos.
La oposición inicial al nuevo Gobierno, sin embargo, estaba desorganizada, y no contó con el respaldo de las masas, que al comienzo apoyaron al Gobierno de Lenin. Aplastados los diversos organismos creados para oponerse al Gobierno bolchevique y derrotados los intentos de contrarrevolución, sus adversarios depositaron sus esperanzas en la Asamblea Constituyente Rusa, que debía permitirles expulsar del poder a los bolcheviques. Estos, que habían defendido repetidamente su reunión y denunciado los sucesivos retrasos aprobados por el anterior Gobierno provisional, rechazaban ceder el poder. Tras una única sesión, la Asamblea fue disuelta por la fuerza por el Gobierno. Esta acción gubernamental llevó a la oposición a plantearse el abandono de los métodos legales de resistencia al Gobierno bolchevique y precipitó los primeros enfrentamientos de la guerra civil.